# Elecciones al Parlamento de Galicia de 2024
Las elecciones al Parlamento de Galicia de 2024 se celebraron el 18 de febrero de 2024, para elegir a los 75 diputados de la XII legislatura de Galicia.

## Antecedentes
Tras las elecciones de 2020 y con la victoria del PPdeG, fue elegido presidente de la Junta Alberto Núñez Feijóo.
Pero con la dimisión de Pablo Casado como presidente y líder del Partido Popular tras su enfrentamiento con la presidenta de Madrid, Isabel Díaz Ayuso, Feijóo se presentó a la presidencia del partido en el XX Congreso del PP, saliendo elegido con el 98.35% de los votos de los afiliados al PP. Por consiguiente, fue el candidato a la presidencia del gobierno en las siguientes elecciones generales y tuvo que dimitir como presidente de la Junta de Galicia. Su sucesor fue el entonces vicepresidente, Alfonso Rueda.

### Elecciones municipales de 2023
La salida de Núñez Feijóo conllevó un proceso de renovación del PPdeG, comenzando por la elección de Alfonso Rueda como nuevo líder del partido. Las elecciones municipales de 2023 fueron la primera prueba para esta nueva estrategia, que resultó fructífera para el partido, ya que en estos comicios recuperó casi 50.000 votos. Los expertos también apuntan a que el desgaste del ejecutivo central de Pedro Sánchez causó que el PSG-PSOE obtuviera 70.000 votos menos. Esta pérdida de votos del principal partido de izquierda en los ayuntamientos gallegos se vio acompañada de una nueva subida del BNG de casi 50.000 votos.

### Elecciones generales de 2023
Alberto Núñez Feijóo salió del ejecutivo gallego para ser el candidato del Partido Popular en las elecciones generales esta elección tuvo una gran apoyo por parte de los ciudadanos que se vio reflejadas en las primeras encuestas luego de la llegada de Feijóo a la presidencia del PP. Luego de las elecciones municipales y autonómicas de 2023 en las que el PSOE perdió presidencias, ayuntamientos y diputaciones, Pedro Sánchez convocó elecciones anticipadas para el 23 de julio del mismo año. Las encuestas le daban una cómoda victoria a Feijóo que podría conseguir mayoría absoluta junto al partido de derechas Vox, lo que continuó hasta el final de la campaña. Pero sorpresivamente estos dos partidos no consiguieron la mayoría absoluta que buscaban y se quedaron sin opciones de pactar con otro partido para llegar a la mayoría de los votos de la cámara baja. Por otro lado, el PSOE aumentó el número de votos y escaños y finalmente el socialista Pedro Sánchez volvió a ser elegido presidente del gobierno por tercera vez consecutiva con el apoyo de 7 formaciones más (Sumar, ERC, JuntsxCat, EH Bildu, PNV, BNG, CC). Una de estas formaciones fue el BNG que logró el compromiso de los cercanías y la condonación de una parte de la deuda gallega al FLA.

### Convocatoria de las elecciones

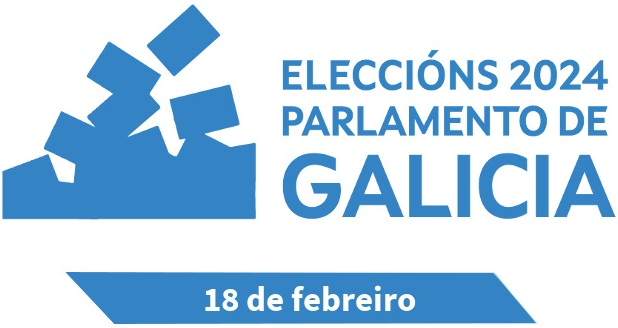
Logo utilizado en las páginas oficiales de la Junta de Galicia sobre las elecciones al parlamento de Galicia de 2024.

El día 21 de diciembre de 2023 por la mañana y luego de una reunión con sus consejeros Alfonso Rueda daba la noticia de la convocatoria de elecciones para el día 18 de febrero de 2024. Esta fecha no fue una sorpresa para la oposición, ya que tenían claro que las elecciones se adelantarían para que el PPdeG aprovechara la aprobación de la Ley de amnistía para desgastar a las tres formaciones de izquierda (PSdeG, Sumar y BNG, de los cuales los dos primeros forman la coalición de gobierno en España) que apoyarán esta futura ley. Además de esto Rueda y su portavoz en el Consello pidieron a la formación de extrema derecha Vox que no se presentaran en estas elecciones, porque en palabras de estos: “En Galicia que nos jugamos una mayoría absoluta que no es fácil, hay que hilar fino para sostener esa mayoría”, ya que “Vox no tiene posibilidades en ninguna de las cuatro provincias”, pero que sus votos puede interferir en el reparto del último escaño en cada una de ellas. “Si hay votantes de derecha que cogen la papeleta de Vox se lo quita al PP para consolidar el último escaño en las provincias”. También le pidieron a Democracia Ourensana no presentarse para no dispersar el voto “conservador”.

## Calendario electoral
Aquí se muestra el calendario electoral para las elecciones del domingo 18 de febrero de 2024:
- 21 de diciembre: Alfonso Rueda hace público su deseo de convocar elecciones.
- 26 de diciembre: Publicación en el DOG del Decreto de disolución del Parlamento de Galicia y de convocatoria de elecciones.
- 27 de diciembre a 5 de enero: Plazo para la comunicación a la Junta Electoral de la creación de coaliciones electorales.
- 10 a 15 de enero: Plazo para la presentación de candidaturas ante las Juntas Electorales.
- 17 de enero: Publicación en el DOG de las candidaturas presentadas.
- 22 de enero: Proclamación de candidaturas.
- 23: Publicación en el DOG de las candidaturas proclamadas.
- 20 a 24 de enero: Plazo de sorteo para la designación de miembros de las mesas electorales.
- 21 a 27 de enero: Plazo de notificación de las designaciones y entrega de manual a miembros de las mesas electorales.
- 26 de diciembre a 8 de febrero: Plazo de solicitud del voto por correo.
- 29 de enero a 11 de febrero: Envío al elector de la documentación necesaria para el voto por correo.
- 29 de enero a 14 de febrero: Plazo para el depósito, por parte del elector, del voto por correo.
- 2 a 16 de febrero: Campaña electoral.
- 13 a 17 de febrero: Prohibición de publicación, difusión o reproducción de sondeos electorales.
- 17 de febrero: Jornada de reflexión
- 18 de febrero: Jornada de votación

## Sistema electoral
Las elecciones al Parlamento de Galicia reparten un total de 75 escaños y se aplica un régimen electoral basado en cuatro aspectos:
- Circunscripción provincial plurinominal.
- Sistema D'Hondt, como sistema de reparto de escaños.
- Barrera electoral provincial del 5% de los votos válidos (suma de votos a candidatura y votos en blanco).
- Lista electoral cerrada y bloqueada cumpliendo la proporción de dos personas de cada sexo por cada cinco puestos.

La ley electoral autonómica establece que el reparto de los 75 escaños entre las provincias se realiza asegurando un mínimo de diez escaños por provincia y posteriormente se reparten los escaños proporcionalmente a la población. El reparto de escaños resulta ser el siguiente:
| Reparto de escaños en Galicia     |       |            |            |            |            |
| Galicia 2.693.624 hab. 75 escaños | Prov. | La Coruña  | Pontevedra | Lugo       | Orense     |
| Galicia 2.693.624 hab. 75 escaños | Pob.  | 1.088.386  | 911.704    | 337.734    | 355.800    |
| Galicia 2.693.624 hab. 75 escaños | Esc.  | 25 escaños | 22 escaños | 14 escaños | 14 escaños |
| Galicia 2.693.624 hab. 75 escaños | V/E.  | 54.419 V/E | 45.585 V/E | 16.886 V/E | 17.790 V/E |

## Candidaturas
A continuación, se muestra una lista de los partidos y coaliciones electorales que concurren a las elecciones, ordenados de mayor a menor número de escaños en la legislatura previa a la convocatoria de elecciones. Los partidos y alianzas que conforman el gobierno en el momento de las elecciones están sombreados en verde claro, al igual que los candidatos que presentan dichos partidos y alianzas y que tienen una posición relevante en el gabinete.  
| Candidatura | Candidatura                              | Candidato a presidente de la Junta | Candidato a presidente de la Junta | Ideología | Escaños |
| ----------- | ---------------------------------------- | ---------------------------------- | ---------------------------------- | --- | ------- |
|             | Partido Popular de Galicia               |                                    | Alfonso Rueda (Presidente)         | Centroderecha a derecha Ver listaConservadurismo Monarquismo Galleguismo Liberalismo económico Liberalismo clásico                                                                                           | 42      |
|             | Bloque Nacionalista Galego               |                                    | Ana Pontón                         | Izquierda Ver listaIndependentismo gallego Socialismo democrático Nacionalismo gallego Democracia directa Euroescepticismo Soberanismo                                                                       | 19      |
|             | PSdeG-PSOE                               |                                    | José Ramón Gómez Besteiro          | Centroizquierda Ver listaSocialdemocracia Progresismo Galleguismo Feminismo Autonomismo | 14      |
|             | Democracia Ourensana                     |                                    | Armando Ojea                       | Partido atrapalotodo Ver listaLocalismo Personalismo Liberalismo económico Populismo Conservadurismo Liberalismo clásico                                                                                     | 0       |
|             | Vox                                      |                                    | Álvaro Díaz-Mella                  | Derecha a extrema derecha Ver listaUltraconservadurismo Ultranacionalismo Patriotismo Neoliberalismo Monarquismo Antiinmigración Anti-LGBT Antifeminismo Euroescepticismo                                    | 0       |
|             | Sumar Galicia                            |                                    | Marta Lois                         | Izquierda Ver listaProgresismo Galleguismo Federalismo Democracia participativa Populismo de izquierda Plurinacionalismo Soberanismo Ecosocialismo Feminismo Eurocomunismo                                   | 0       |
|             | Partido Animalista Con el Medio Ambiente |                                    | Manuela García López               | Centroizquierda a izquierda Ver listaAnimalismo Derechos de los animales Veganismo Ecologismo Democracia participativa Feminismo Progresismo                                                                 | 0       |
|             | Podemos Galicia-Alianza Verde            |                                    | Isabel Faraldo                     | Izquierda a extrema izquierda Ver listaProgresismo Socialismo democrático Democracia participativa Plurinacionalismo Republicanismo Ecosocialismo Feminismo Euroescepticismo Comunismo Populismo Soberanismo | 0       |
|             | Escanos en Branco                        |                                    | Diego Troncoso Casal               | Apartidismo Ver listaVoto en blanco representado | 0       |
|             | Espazo Común Galeguista                  |                                    | Pachi Vázquez                      | Centro Ver listaGalleguismo | 0       |
|             | Por un mundo máis xusto                  |                                    | Marina Fernández Delgado           | Transversalismo Ver listaEuropeísmo Ecologismo Internacionalismo Humanismo | 0       |

### Candidaturas por circunscripción
En la resolución de 16 de enero de 2024 por la que se hicieron públicas las candidaturas presentadas en las juntas electorales provinciales de La Coruña, Lugo, Orense y Pontevedra para las elecciones al Parlamento de Galicia de 2024 se presentaban diez candidaturas en todas las circunscripciones además de Democracia Ourensana por Orense e Izquierda por Almería por Lugo, pero posteriormente la junta electoral rechazó la candidatura de Izquierda por Almería al no estar los integrantes de la candidatura en el censo electoral ni empadronados en Galicia.
| Partido/Coalición | Partido/Coalición                                                                    | Candidatura La Coruña           | Candidatura Lugo                  | Candidatura Orense                         | Candidatura Pontevedra                    |
| ----------------- | ------------------------------------------------------------------------------------ | ------------------------------- | --------------------------------- | ------------------------------------------ | ----------------------------------------- |
|                   | Partido Popular                                                                      | Diego Calvo Pouso               | María Elena Candia López          | Elena Rivo López                           | Alfonso Rueda Valenzuela                  |
|                   | Bloque Nacionalista Galego                                                           | Ana Belén Pontón Mondelo        | Olalla Rodil Fernández            | Noa Presas Bergantiños                     | Xosé Luís Bará Torres                     |
|                   | PSdeG-PSOE                                                                           | Patricia Iglesias Rey           | José Ramón Gómez Besteiro         | María del Carmen Rodríguez Dacosta         | María Elena Espinosa Mangana              |
|                   | Vox                                                                                  | Manuel Fuentes Lamas            | Sonia María Teijeiro Pérez        | María Jesús Fernández Rodríguez            | Álvaro José Díaz-Mella López              |
|                   | Sumar Galicia (Movemento Sumar-Esquerda Unida-Verdes Equo Galicia)                   | Marta Irene Lois González (MSG) | José Antonio Rodríguez Añón (MSG) | Mercedes González Pazos (MSG)              | Ramón Sarmiento Solla (MSG)               |
|                   | Democracia Ourensana                                                                 |                                 |                                   | Armando Ojea Bouzo                         |                                           |
|                   | Partido Animalista Con el Medio Ambiente                                             | Manuela García López            | Consuelo Pereiro Fernández        | María Fernanda Villegas Hermida            | María Luisa De Ceano-Vivas Hernández      |
|                   | Podemos Galicia (Podemos-Alianza Verde)                                              | Isabel Faraldo Calvo (Podemos)  | Ximena Cheda Tuya (Podemos)       | Alfonso Víctor Ferreiro Outomuro (Podemos) | María del Carmen Berzosa Marcos (Podemos) |
|                   | Escaños en Blanco                                                                    | Diego Troncoso Casal            | Miriam Fernández Gómez            | Paula García Rodríguez                     | Daniel Fernández Iglesias                 |
|                   | Espazo Común Galeguista (Espazo Común-Unidade Local-Coalición Galega-Galicia Sempre) | Luisa Feijoo Montero (ESCO)     | Castor López Gavín (GaS)          | Manuel «Pachi» Vázquez Fernández (ESCO)    | Juan Antonio Cortés Alonso (Ind.)         |
|                   | Por un mundo máis xusto                                                              | Patricia Iglesias Rey           | Roger Adolfo Calabuig Hernández   | Rafael Manuel Fernández Alonso             | Noelia Alonso Domínguez                   |

## Campaña electoral
La campaña electoral tuvo comienzo el día 2 de febrero de 2024.
El siguiente gráfico representa la media de las encuestas de diferentes medios sobre el ganador del debate electoral a 5 del día 5 de febrero de 2024 en la cadena autonómica CRTVG.
El promedio de las encuestas analizadas dio como resultado que la candidata del BNG salió vencedora del debate con un 42.6% según las encuestas en cambio el candidato del PP, Alfonso Rueda salió del debate muy debilitado luego de varios choques con la señora Pontón, los otros dos candidatos que salieron ligeramente afectados luego del debate fueron José Ramón Besteiro (PSdeG) y Marta Lois (Sumar) por el contrario la candidata de Podemos salió reforzada por sus enfrentamientos y señalamientos directos al actual presidente en funciones de la Junta de Galicia.
| Medio       | Rueda  | Pontón | Besteiro | Faraldo | Lois  | Dif.  |
| ----------- | ------ | ------ | -------- | ------- | ----- | ----- |
| Medio       |        |        |          |         |       | Dif.  |
| Atlántico   | 37 %   | 52 %   | 4.5 %    | 4 %     | 1.1 % | 15 %  |
| Eldiario.es | 19 %   | 51 %   | 10 %     | 15 %    | 5 %   | 32 %  |
| ABC         | 46 %   | 18 %   | 32 %     | 2 %     | 2 %   | 14 %  |
| FdeV        | 36 %   | 55 %   | 4 %      | 3 %     | 1 %   | 19 %  |
| Público     | 16 %   | 53 %   | 9 %      | 17 %    | 5 %   | 36 %  |
| El Debate   | 58 %   | 27 %   | 6 %      | 6 %     | 1 %   | 31 %  |
| Media       | 35.5 % | 42.6 % | 11.0 %   | 7.8 %   | 2.5 % | 7.1 % |

### Debates
| Fecha         | Organizador   | Moderador/es                    | P Presente S Sustituto A Invitado ausente NI No invitado | P Presente S Sustituto A Invitado ausente NI No invitado | P Presente S Sustituto A Invitado ausente NI No invitado | P Presente S Sustituto A Invitado ausente NI No invitado | P Presente S Sustituto A Invitado ausente NI No invitado | P Presente S Sustituto A Invitado ausente NI No invitado | P Presente S Sustituto A Invitado ausente NI No invitado | Audiencia en directo | Ref.   |
| Fecha         | Organizador   | Moderador/es                    | PP                                                       | BNG                                                      | PSOE                                                     | Sumar                                                    | Podemos                                                  | DO                                                       | Vox                                                      | Audiencia en directo | Ref.   |
| ------------- | ------------- | ------------------------------- | -------------------------------------------------------- | -------------------------------------------------------- | -------------------------------------------------------- | -------------------------------------------------------- | -------------------------------------------------------- | -------------------------------------------------------- | -------------------------------------------------------- | -------------------- | ------ |
| Fecha         | Organizador   | Moderador/es                    |                                                          |                                                          |                                                          |                                                          |                                                          |                                                          |                                                          | Audiencia en directo | Ref.   |
| 2 de febrero  | Radio Galicia | Ricardo Rodríguez               | S Couñago                                                | P Pontón                                                 | P Besteiro                                               | NI                                                       | NI                                                       | NI                                                       | NI                                                       | —                    | [ 40 ] |
| 5 de febrero  | CRTVG         | Marta Darriba y Alejandro López | P Rueda                                                  | P Pontón                                                 | P Besteiro                                               | P Lois                                                   | P Faraldo                                                | NI                                                       | NI                                                       | 18% 150.000          | [ 42 ] |
| 14 de febrero | RTVE          | Xabier Fortes                   | A Rueda                                                  | P Pontón                                                 | P Besteiro                                               | NI                                                       | NI                                                       | NI                                                       | NI                                                       | 17,4% 146.000        | [ 44 ] |

### Lemas de campaña
- PPdeG: A Galicia que funciona / La Galicia que funciona[45]
- BNG: Agora! / ¡Ahora!
- PSdeG: Desta vai! / ¡Esta vez va![46]
- Sumar Galicia: Farémolo posible / Lo haremos posible
- Vox: Galicia a mejor / Galicia a mellor[47]
- Podemos Galicia: Defende as túas ideas / Defiende tus ideas

### Programas electorales
| Partido/Coalición                     | Partidos                | Programa electoral        | Programa |
| ------------------------------------- | ----------------------- | ------------------------- | -------- |
| Partido Popular de Galicia            | Ver listaPPdeG          | A GALICIA QUE FUNCIONA    |          |
| Bloque Nacionalista Galego            | Ver listaBNG Anova(ext) | A GALIZA QUE QUERES       |          |
| Partido de los Socialistas de Galicia | Ver listaPSdeG-PSOE     | DESTA VAI                 |          |
| Sumar Galicia                         | Ver listaMSG EU VQG     | UN PROXECTO DE PAÍS       |          |
| Vox                                   | Ver listaVox            | GALICIA A MEJOR           |          |
| Podemos Galicia                       | Ver listaPG AV CERO     | FACER O QUE NUNCA SE FIXO |          |

## Encuestas

### Intención de voto

Gráfico de intención de voto.

Encuesta realizada/publicada después de la prohibición legal de las encuestas de opinión.
     Encuesta realizada/publicada el mismo día de las elecciones autonómicas.
| Sondeos de intención de voto                                    | Sondeos de intención de voto                                                                              | Sondeos de intención de voto                                                      | BNG                                                                               | PSdeG                                                                             | Sumar                                                                             | Podemos                                                                           | En Común                                                                          | -                                                                                 | PP                                                                                | Vox                                                                               | DO                                                                                | Otros                                                                             | Diferencia                                                                        |
| Sondeos de intención de voto                                    | Sondeos de intención de voto                                                                              | Sondeos de intención de voto                                                      | IZQUIERDA                                                                         | IZQUIERDA                                                                         | IZQUIERDA                                                                         | IZQUIERDA                                                                         | IZQUIERDA                                                                         | -                                                                                 | DERECHA                                                                           | DERECHA                                                                           | DERECHA                                                                           | Otros                                                                             | Diferencia                                                                        |
| 2024                                                            | |                                                                                   |                                                                                   |                                                                                   |                                                                                   |                                                                                   |                                                                                   |                                                                                   |                                                                                   |                                                                                   |                                                                                   |                                                                                   |                                                                                   |
|                                                                 | |                                                                                   |                                                                                   |                                                                                   |                                                                                   |                                                                                   |                                                                                   |                                                                                   |                                                                                   |                                                                                   |                                                                                   |                                                                                   |                                                                                   |
| GAD3 18 de febrero de 2024                                      | Bloque | Porcentaje                                                                        | 45,5 %                                                                            | 45,5 %                                                                            | 45,5 %                                                                            | 45,5 %                                                                            | 45,5 %                                                                            |                                                                                   | 46,6 %                                                                            | 46,6 %                                                                            | 46,6 %                                                                            | -                                                                                 | -                                                                                 |
| GAD3 18 de febrero de 2024                                      | Bloque | Escaños                                                                           | 34/36                                                                             | 34/36                                                                             | 34/36                                                                             | 34/36                                                                             | 34/36                                                                             | 39/41                                                                             | 39/41                                                                             | 39/41                                                                             | -                                                                                 | 3/7                                                                               |                                                                                   |
| GAD3 18 de febrero de 2024                                      | |                                                                                   |                                                                                   |                                                                                   |                                                                                   |                                                                                   |                                                                                   |                                                                                   |                                                                                   |                                                                                   |                                                                                   |                                                                                   |                                                                                   |
| GAD3 18 de febrero de 2024                                      | Partido                                                                                                   | Porcentaje                                                                        | 33 %                                                                              | 12,5 %                                                                            | -                                                                                 | -                                                                                 |                                                                                   |                                                                                   | 45.9 %                                                                            | -                                                                                 | 0.7 %                                                                             | -                                                                                 | -                                                                                 |
| GAD3 18 de febrero de 2024                                      | Partido                                                                                                   | Escaños                                                                           | 25/26                                                                             | 9/10                                                                              | -                                                                                 | -                                                                                 |                                                                                   | 39/40                                                                             | -                                                                                 | 0/1                                                                               | -                                                                                 | 13                                                                                |                                                                                   |
|                                                                 | |                                                                                   |                                                                                   |                                                                                   |                                                                                   |                                                                                   |                                                                                   |                                                                                   |                                                                                   |                                                                                   |                                                                                   |                                                                                   |                                                                                   |
| PSdeG Última Publicación 15 de febrero de 2024                  | Bloque | Porcentaje                                                                        | -                                                                                 | -                                                                                 | -                                                                                 | -                                                                                 | -                                                                                 |                                                                                   | -                                                                                 | -                                                                                 | -                                                                                 | -                                                                                 | -                                                                                 |
| PSdeG Última Publicación 15 de febrero de 2024                  | Bloque | Escaños                                                                           | 36/39                                                                             | 36/39                                                                             | 36/39                                                                             | 36/39                                                                             | 36/39                                                                             | 37/39                                                                             | 37/39                                                                             | 37/39                                                                             | -                                                                                 | -                                                                                 |                                                                                   |
| PSdeG Última Publicación 15 de febrero de 2024                  | |                                                                                   |                                                                                   |                                                                                   |                                                                                   |                                                                                   |                                                                                   |                                                                                   |                                                                                   |                                                                                   |                                                                                   |                                                                                   |                                                                                   |
| PSdeG Última Publicación 15 de febrero de 2024                  | Partido                                                                                                   | Porcentaje                                                                        | -                                                                                 | -                                                                                 | -                                                                                 | -                                                                                 | [ 51 ]                                                                            |                                                                                   | -                                                                                 | -                                                                                 | -                                                                                 | -                                                                                 | -                                                                                 |
| PSdeG Última Publicación 15 de febrero de 2024                  | Partido                                                                                                   | Escaños                                                                           | 25/26                                                                             | 11/13                                                                             | 0                                                                                 | 0                                                                                 | [ 51 ]                                                                            | 37/39                                                                             | 0                                                                                 | 0                                                                                 | -                                                                                 | 11/14                                                                             |                                                                                   |
|                                                                 | |                                                                                   |                                                                                   |                                                                                   |                                                                                   |                                                                                   |                                                                                   |                                                                                   |                                                                                   |                                                                                   |                                                                                   |                                                                                   |                                                                                   |
| Media encuestas RTVE Última Publicación 12 de febrero de 2024   | Bloque | Porcentaje                                                                        | 48,6 %                                                                            | 48,6 %                                                                            | 48,6 %                                                                            | 48,6 %                                                                            | 48,6 %                                                                            |                                                                                   | 48,7 %                                                                            | 48,7 %                                                                            | 48,7 %                                                                            |                                                                                   | 0,1 %                                                                             |
| Media encuestas RTVE Última Publicación 12 de febrero de 2024   | Bloque | Escaños                                                                           | 35                                                                                | 35                                                                                | 35                                                                                | 35                                                                                | 35                                                                                | 40                                                                                | 40                                                                                | 40                                                                                |                                                                                   | 5                                                                                 |                                                                                   |
| Media encuestas RTVE Última Publicación 12 de febrero de 2024   | |                                                                                   |                                                                                   |                                                                                   |                                                                                   |                                                                                   |                                                                                   |                                                                                   |                                                                                   |                                                                                   |                                                                                   |                                                                                   |                                                                                   |
| Media encuestas RTVE Última Publicación 12 de febrero de 2024   | Partido                                                                                                   | Porcentaje                                                                        | 27,4 %                                                                            | 17,0 %                                                                            | 3,5 %                                                                             | 0,7 %                                                                             | [ 51 ]                                                                            |                                                                                   | 46,0 %                                                                            | 2,1 %                                                                             | 0,6 %                                                                             | -                                                                                 | 18,6 %                                                                            |
| Media encuestas RTVE Última Publicación 12 de febrero de 2024   | Partido                                                                                                   | Escaños                                                                           | 23                                                                                | 12                                                                                | 0                                                                                 | 0                                                                                 | [ 51 ]                                                                            | 39                                                                                | 0                                                                                 | 1                                                                                 | -                                                                                 | 16                                                                                |                                                                                   |
|                                                                 | |                                                                                   |                                                                                   |                                                                                   |                                                                                   |                                                                                   |                                                                                   |                                                                                   |                                                                                   |                                                                                   |                                                                                   |                                                                                   |                                                                                   |
| Sondaxe Última Publicación 12 de febrero de 2024                | Bloque | Porcentaje                                                                        | 46,3 %                                                                            | 46,3 %                                                                            | 46,3 %                                                                            | 46,3 %                                                                            | 46,3 %                                                                            |                                                                                   | 45,5 %                                                                            | 45,5 %                                                                            | 45,5 %                                                                            | -                                                                                 | 0,8 %                                                                             |
| Sondaxe Última Publicación 12 de febrero de 2024                | Bloque | Escaños                                                                           | 36                                                                                | 36                                                                                | 36                                                                                | 36                                                                                | 36                                                                                | 39                                                                                | 39                                                                                | 39                                                                                | -                                                                                 | 3                                                                                 |                                                                                   |
| Sondaxe Última Publicación 12 de febrero de 2024                | |                                                                                   |                                                                                   |                                                                                   |                                                                                   |                                                                                   |                                                                                   |                                                                                   |                                                                                   |                                                                                   |                                                                                   |                                                                                   |                                                                                   |
| Sondaxe Última Publicación 12 de febrero de 2024                | Partido                                                                                                   | Porcentaje                                                                        | 29,5 %                                                                            | 16,8 %                                                                            | -                                                                                 | -                                                                                 | [ 51 ]                                                                            |                                                                                   | 45,5 %                                                                            | -                                                                                 | -                                                                                 | -                                                                                 | 16,0 %                                                                            |
| Sondaxe Última Publicación 12 de febrero de 2024                | Partido                                                                                                   | Escaños                                                                           | 24                                                                                | 12                                                                                | -                                                                                 | -                                                                                 | [ 51 ]                                                                            | 39                                                                                | -                                                                                 | -                                                                                 | -                                                                                 | 15                                                                                |                                                                                   |
|                                                                 | |                                                                                   |                                                                                   |                                                                                   |                                                                                   |                                                                                   |                                                                                   |                                                                                   |                                                                                   |                                                                                   |                                                                                   |                                                                                   |                                                                                   |
| CIS Última Publicación 12 de febrero de 2024                    | Bloque | Porcentaje                                                                        | 54,5 %                                                                            | 54,5 %                                                                            | 54,5 %                                                                            | 54,5 %                                                                            | 54,5 %                                                                            |                                                                                   | 45,1 %                                                                            | 45,1 %                                                                            | 45,1 %                                                                            | 0,4 %                                                                             | 9,4 %                                                                             |
| CIS Última Publicación 12 de febrero de 2024                    | Bloque | Escaños                                                                           | 35/41                                                                             | 35/41                                                                             | 35/41                                                                             | 35/41                                                                             | 35/41                                                                             | 34/40                                                                             | 34/40                                                                             | 34/40                                                                             | 0                                                                                 | -                                                                                 |                                                                                   |
| CIS Última Publicación 12 de febrero de 2024                    | |                                                                                   |                                                                                   |                                                                                   |                                                                                   |                                                                                   |                                                                                   |                                                                                   |                                                                                   |                                                                                   |                                                                                   |                                                                                   |                                                                                   |
| CIS Última Publicación 12 de febrero de 2024                    | Partido                                                                                                   | Porcentaje                                                                        | 33,4 %                                                                            | 18,1 %                                                                            | 2,8 %                                                                             | 0,2 %                                                                             | [ 51 ]                                                                            |                                                                                   | 42,2 %                                                                            | 2,4 %                                                                             | 0,5 %                                                                             | 0,4 %                                                                             | 8,8 %                                                                             |
| CIS Última Publicación 12 de febrero de 2024                    | Partido                                                                                                   | Escaños                                                                           | 24/31                                                                             | 9/14                                                                              | 0/2                                                                               | 0                                                                                 | [ 51 ]                                                                            | 34/38                                                                             | 0/1                                                                               | 0/1                                                                               | 0                                                                                 | 3/14                                                                              |                                                                                   |
|                                                                 | |                                                                                   |                                                                                   |                                                                                   |                                                                                   |                                                                                   |                                                                                   |                                                                                   |                                                                                   |                                                                                   |                                                                                   |                                                                                   |                                                                                   |
| Data 10 12 de febrero de 2024                                   | Bloque | Porcentaje                                                                        | 50,1 %                                                                            | 50,1 %                                                                            | 50,1 %                                                                            | 50,1 %                                                                            | 50,1 %                                                                            |                                                                                   | 48,8 %                                                                            | 48,8 %                                                                            | 48,8 %                                                                            | -                                                                                 | 1,3 %                                                                             |
| Data 10 12 de febrero de 2024                                   | Bloque | Escaños                                                                           | 35                                                                                | 35                                                                                | 35                                                                                | 35                                                                                | 35                                                                                | 40                                                                                | 40                                                                                | 40                                                                                | -                                                                                 | 5                                                                                 |                                                                                   |
| Data 10 12 de febrero de 2024                                   | |                                                                                   |                                                                                   |                                                                                   |                                                                                   |                                                                                   |                                                                                   |                                                                                   |                                                                                   |                                                                                   |                                                                                   |                                                                                   |                                                                                   |
| Data 10 12 de febrero de 2024                                   | Partido                                                                                                   | Porcentaje                                                                        | 30,2 %                                                                            | 14,9 %                                                                            | 4,2 %                                                                             | 0,8 %                                                                             | [ 51 ]                                                                            |                                                                                   | 46,5 %                                                                            | 1,5 %                                                                             | 0,8 %                                                                             | -                                                                                 | 16,3 %                                                                            |
| Data 10 12 de febrero de 2024                                   | Partido                                                                                                   | Escaños                                                                           | 22                                                                                | 12                                                                                | 1                                                                                 | 0                                                                                 | [ 51 ]                                                                            | 39                                                                                | 0                                                                                 | 1                                                                                 | -                                                                                 | 17                                                                                |                                                                                   |
|                                                                 | |                                                                                   |                                                                                   |                                                                                   |                                                                                   |                                                                                   |                                                                                   |                                                                                   |                                                                                   |                                                                                   |                                                                                   |                                                                                   |                                                                                   |
| Target Point 12 de febrero de 2024                              | Bloque | Porcentaje                                                                        | 49,1 %                                                                            | 49,1 %                                                                            | 49,1 %                                                                            | 49,1 %                                                                            | 49,1 %                                                                            |                                                                                   | 49,8 %                                                                            | 49,8 %                                                                            | 49,8 %                                                                            | -                                                                                 | 0,7 %                                                                             |
| Target Point 12 de febrero de 2024                              | Bloque | Escaños                                                                           | 33/37                                                                             | 33/37                                                                             | 33/37                                                                             | 33/37                                                                             | 33/37                                                                             | 38/42                                                                             | 38/42                                                                             | 38/42                                                                             | -                                                                                 | -                                                                                 |                                                                                   |
| Target Point 12 de febrero de 2024                              | |                                                                                   |                                                                                   |                                                                                   |                                                                                   |                                                                                   |                                                                                   |                                                                                   |                                                                                   |                                                                                   |                                                                                   |                                                                                   |                                                                                   |
| Target Point 12 de febrero de 2024                              | Partido                                                                                                   | Porcentaje                                                                        | 27,8 %                                                                            | 16,0 %                                                                            | 3,4 %                                                                             | 0,9 %                                                                             | [ 51 ]                                                                            |                                                                                   | 46,6 %                                                                            | 2,3 %                                                                             | 0,9 %                                                                             | -                                                                                 | 18,8 %                                                                            |
| Target Point 12 de febrero de 2024                              | Partido                                                                                                   | Escaños                                                                           | 22/24                                                                             | 11/13                                                                             | 0/1                                                                               | 0                                                                                 | [ 51 ]                                                                            | 38/41                                                                             | 0                                                                                 | 0/1                                                                               | -                                                                                 | 14/19                                                                             |                                                                                   |
|                                                                 | |                                                                                   |                                                                                   |                                                                                   |                                                                                   |                                                                                   |                                                                                   |                                                                                   |                                                                                   |                                                                                   |                                                                                   |                                                                                   |                                                                                   |
| NC Report 12 de febrero de 2024                                 | Bloque | Porcentaje                                                                        | 47,0 %                                                                            | 47,0 %                                                                            | 47,0 %                                                                            | 47,0 %                                                                            | 47,0 %                                                                            |                                                                                   | 50,8 %                                                                            | 50,8 %                                                                            | 50,8 %                                                                            | -                                                                                 | 3,8 %                                                                             |
| NC Report 12 de febrero de 2024                                 | Bloque | Escaños                                                                           | 33/36                                                                             | 33/36                                                                             | 33/36                                                                             | 33/36                                                                             | 33/36                                                                             | 39/42                                                                             | 39/42                                                                             | 39/42                                                                             | -                                                                                 | 3/9                                                                               |                                                                                   |
| NC Report 12 de febrero de 2024                                 | |                                                                                   |                                                                                   |                                                                                   |                                                                                   |                                                                                   |                                                                                   |                                                                                   |                                                                                   |                                                                                   |                                                                                   |                                                                                   |                                                                                   |
| NC Report 12 de febrero de 2024                                 | Partido                                                                                                   | Porcentaje                                                                        | 26,1 %                                                                            | 16,4 %                                                                            | 4,2 %                                                                             | 0,3 %                                                                             | [ 51 ]                                                                            |                                                                                   | 48,6 %                                                                            | 1,5 %                                                                             | 0,7 %                                                                             | -                                                                                 | 22,5 %                                                                            |
| NC Report 12 de febrero de 2024                                 | Partido                                                                                                   | Escaños                                                                           | 21/22                                                                             | 12/13                                                                             | 0/1                                                                               | 0                                                                                 | [ 51 ]                                                                            | 40/41                                                                             | 0                                                                                 | 0/1                                                                               | -                                                                                 | 18/20                                                                             |                                                                                   |
|                                                                 | |                                                                                   |                                                                                   |                                                                                   |                                                                                   |                                                                                   |                                                                                   |                                                                                   |                                                                                   |                                                                                   |                                                                                   |                                                                                   |                                                                                   |
| SocioMétrica 12 de febrero de 2024                              | Bloque | Porcentaje                                                                        | 50,0 %                                                                            | 50,0 %                                                                            | 50,0 %                                                                            | 50,0 %                                                                            | 50,0 %                                                                            |                                                                                   | 49,4 %                                                                            | 49,4 %                                                                            | 49,4 %                                                                            | -                                                                                 | 0,6 %                                                                             |
| SocioMétrica 12 de febrero de 2024                              | Bloque | Escaños                                                                           | 35/38                                                                             | 35/38                                                                             | 35/38                                                                             | 35/38                                                                             | 35/38                                                                             | 37/40                                                                             | 37/40                                                                             | 37/40                                                                             | -                                                                                 | -                                                                                 |                                                                                   |
| SocioMétrica 12 de febrero de 2024                              | |                                                                                   |                                                                                   |                                                                                   |                                                                                   |                                                                                   |                                                                                   |                                                                                   |                                                                                   |                                                                                   |                                                                                   |                                                                                   |                                                                                   |
| SocioMétrica 12 de febrero de 2024                              | Partido                                                                                                   | Porcentaje                                                                        | 31,1 %                                                                            | 15,0 %                                                                            | 3,2 %                                                                             | 0,7 %                                                                             | [ 51 ]                                                                            |                                                                                   | 44,6 %                                                                            | 4,1 %                                                                             | 0,7 %                                                                             | -                                                                                 | 13,5 %                                                                            |
| SocioMétrica 12 de febrero de 2024                              | Partido                                                                                                   | Escaños                                                                           | 24/25                                                                             | 11/12                                                                             | 0                                                                                 | 0                                                                                 | [ 51 ]                                                                            | 37/39                                                                             | 0                                                                                 | 0/1                                                                               | -                                                                                 | 12/15                                                                             |                                                                                   |
|                                                                 | |                                                                                   |                                                                                   |                                                                                   |                                                                                   |                                                                                   |                                                                                   |                                                                                   |                                                                                   |                                                                                   |                                                                                   |                                                                                   |                                                                                   |
| Sondaxe 12 de febrero de 2024                                   | Bloque | Porcentaje                                                                        | 49,4 %                                                                            | 49,4 %                                                                            | 49,4 %                                                                            | 49,4 %                                                                            | 49,4 %                                                                            |                                                                                   | 45,6 %                                                                            | 45,6 %                                                                            | 45,6 %                                                                            | -                                                                                 | 3,8 %                                                                             |
| Sondaxe 12 de febrero de 2024                                   | Bloque | Escaños                                                                           | 36                                                                                | 36                                                                                | 36                                                                                | 36                                                                                | 36                                                                                | 39                                                                                | 39                                                                                | 39                                                                                | -                                                                                 | 3                                                                                 |                                                                                   |
| Sondaxe 12 de febrero de 2024                                   | |                                                                                   |                                                                                   |                                                                                   |                                                                                   |                                                                                   |                                                                                   |                                                                                   |                                                                                   |                                                                                   |                                                                                   |                                                                                   |                                                                                   |
| Sondaxe 12 de febrero de 2024                                   | Partido                                                                                                   | Porcentaje                                                                        | 28,4 %                                                                            | 17,1 %                                                                            | 3,9 %                                                                             | -                                                                                 | [ 51 ]                                                                            |                                                                                   | 45,6 %                                                                            | -                                                                                 | -                                                                                 | -                                                                                 | 17,2 %                                                                            |
| Sondaxe 12 de febrero de 2024                                   | Partido                                                                                                   | Escaños                                                                           | 23                                                                                | 13                                                                                | 1                                                                                 | -                                                                                 | [ 51 ]                                                                            | 39                                                                                | -                                                                                 | -                                                                                 | -                                                                                 | 16                                                                                |                                                                                   |
|                                                                 | |                                                                                   |                                                                                   |                                                                                   |                                                                                   |                                                                                   |                                                                                   |                                                                                   |                                                                                   |                                                                                   |                                                                                   |                                                                                   |                                                                                   |
| 40db 11 de febrero de 2024                                      | Bloque | Porcentaje                                                                        | 49,5 %                                                                            | 49,5 %                                                                            | 49,5 %                                                                            | 49,5 %                                                                            | 49,5 %                                                                            |                                                                                   | 48,6 %                                                                            | 48,6 %                                                                            | 48,6 %                                                                            | -                                                                                 | 0,9 %                                                                             |
| 40db 11 de febrero de 2024                                      | Bloque | Escaños                                                                           | 34/38                                                                             | 34/38                                                                             | 34/38                                                                             | 34/38                                                                             | 34/38                                                                             | 36/41                                                                             | 36/41                                                                             | 36/41                                                                             | -                                                                                 | -                                                                                 |                                                                                   |
| 40db 11 de febrero de 2024                                      | |                                                                                   |                                                                                   |                                                                                   |                                                                                   |                                                                                   |                                                                                   |                                                                                   |                                                                                   |                                                                                   |                                                                                   |                                                                                   |                                                                                   |
| 40db 11 de febrero de 2024                                      | Partido                                                                                                   | Porcentaje                                                                        | 30,0 %                                                                            | 15,6 %                                                                            | 3,3 %                                                                             | 0,6 %                                                                             | [ 51 ]                                                                            |                                                                                   | 45,2 %                                                                            | 2,5 %                                                                             | 0,9 %                                                                             | -                                                                                 | 15,2 %                                                                            |
| 40db 11 de febrero de 2024                                      | Partido                                                                                                   | Escaños                                                                           | 22/25                                                                             | 10/13                                                                             | 0                                                                                 | 0                                                                                 | [ 51 ]                                                                            | 36/40                                                                             | 0                                                                                 | 0/1                                                                               | -                                                                                 | 11/18                                                                             |                                                                                   |
|                                                                 | |                                                                                   |                                                                                   |                                                                                   |                                                                                   |                                                                                   |                                                                                   |                                                                                   |                                                                                   |                                                                                   |                                                                                   |                                                                                   |                                                                                   |
| DYM 11 de febrero de 2024                                       | Bloque | Porcentaje                                                                        | 49,6 %                                                                            | 49,6 %                                                                            | 49,6 %                                                                            | 49,6 %                                                                            | 49,6 %                                                                            |                                                                                   | 49,6 %                                                                            | 49,6 %                                                                            | 49,6 %                                                                            | -                                                                                 | 0,0 %                                                                             |
| DYM 11 de febrero de 2024                                       | Bloque | Escaños                                                                           | 34/36                                                                             | 34/36                                                                             | 34/36                                                                             | 34/36                                                                             | 34/36                                                                             | 39/41                                                                             | 39/41                                                                             | 39/41                                                                             | -                                                                                 | 3/5                                                                               |                                                                                   |
| DYM 11 de febrero de 2024                                       | |                                                                                   |                                                                                   |                                                                                   |                                                                                   |                                                                                   |                                                                                   |                                                                                   |                                                                                   |                                                                                   |                                                                                   |                                                                                   |                                                                                   |
| DYM 11 de febrero de 2024                                       | Partido                                                                                                   | Porcentaje                                                                        | 31,0 %                                                                            | 15,1 %                                                                            | 2,7 %                                                                             | 0,8 %                                                                             | [ 51 ]                                                                            |                                                                                   | 46,3 %                                                                            | 2,7 %                                                                             | 0,6 %                                                                             | -                                                                                 | 15,4 %                                                                            |
| DYM 11 de febrero de 2024                                       | Partido                                                                                                   | Escaños                                                                           | 23/24                                                                             | 11/12                                                                             | 0                                                                                 | 0                                                                                 | [ 51 ]                                                                            | 39/40                                                                             | 0                                                                                 | 0/1                                                                               | -                                                                                 | 15/17                                                                             |                                                                                   |
|                                                                 | |                                                                                   |                                                                                   |                                                                                   |                                                                                   |                                                                                   |                                                                                   |                                                                                   |                                                                                   |                                                                                   |                                                                                   |                                                                                   |                                                                                   |
| GESOP 11 de febrero de 2024                                     | Bloque | Porcentaje                                                                        | 49,0 %                                                                            | 49,0 %                                                                            | 49,0 %                                                                            | 49,0 %                                                                            | 49,0 %                                                                            |                                                                                   | 48,7 %                                                                            | 48,7 %                                                                            | 48,7 %                                                                            | -                                                                                 | 0,3 %                                                                             |
| GESOP 11 de febrero de 2024                                     | Bloque | Escaños                                                                           | 35/38                                                                             | 35/38                                                                             | 35/38                                                                             | 35/38                                                                             | 35/38                                                                             | 37/39                                                                             | 37/39                                                                             | 37/39                                                                             | -                                                                                 | -                                                                                 |                                                                                   |
| GESOP 11 de febrero de 2024                                     | |                                                                                   |                                                                                   |                                                                                   |                                                                                   |                                                                                   |                                                                                   |                                                                                   |                                                                                   |                                                                                   |                                                                                   |                                                                                   |                                                                                   |
| GESOP 11 de febrero de 2024                                     | Partido                                                                                                   | Porcentaje                                                                        | 31,0 %                                                                            | 15,5 %                                                                            | 2,5 %                                                                             | -                                                                                 | [ 51 ]                                                                            |                                                                                   | 44,5 %                                                                            | 3,5 %                                                                             | 0,7 %                                                                             | -                                                                                 | 13,5 %                                                                            |
| GESOP 11 de febrero de 2024                                     | Partido                                                                                                   | Escaños                                                                           | 24/26                                                                             | 11/12                                                                             | 0                                                                                 | -                                                                                 | [ 51 ]                                                                            | 38/39                                                                             | 0                                                                                 | 0                                                                                 | -                                                                                 | 12/15                                                                             |                                                                                   |
|                                                                 | |                                                                                   |                                                                                   |                                                                                   |                                                                                   |                                                                                   |                                                                                   |                                                                                   |                                                                                   |                                                                                   |                                                                                   |                                                                                   |                                                                                   |
| Demos Gal 11 de febrero de 2024                                 | Bloque | Porcentaje                                                                        | 46,6 %                                                                            | 46,6 %                                                                            | 46,6 %                                                                            | 46,6 %                                                                            | 46,6 %                                                                            |                                                                                   | 51,4 %                                                                            | 51,4 %                                                                            | 51,4 %                                                                            | -                                                                                 | 4,8 %                                                                             |
| Demos Gal 11 de febrero de 2024                                 | Bloque | Escaños                                                                           | 34/36                                                                             | 34/36                                                                             | 34/36                                                                             | 34/36                                                                             | 34/36                                                                             | 39/41                                                                             | 39/41                                                                             | 39/41                                                                             | -                                                                                 | 3/5                                                                               |                                                                                   |
| Demos Gal 11 de febrero de 2024                                 | |                                                                                   |                                                                                   |                                                                                   |                                                                                   |                                                                                   |                                                                                   |                                                                                   |                                                                                   |                                                                                   |                                                                                   |                                                                                   |                                                                                   |
| Demos Gal 11 de febrero de 2024                                 | Partido                                                                                                   | Porcentaje                                                                        | 23,7 %                                                                            | 17,3 %                                                                            | 4,6 %                                                                             | 1,0 %                                                                             | [ 51 ]                                                                            |                                                                                   | 47,1 %                                                                            | 3,6 %                                                                             | 0,7 %                                                                             | -                                                                                 | 23,4 %                                                                            |
| Demos Gal 11 de febrero de 2024                                 | Partido                                                                                                   | Escaños                                                                           | 19/20                                                                             | 12/14                                                                             | 0/2                                                                               | 0                                                                                 | [ 51 ]                                                                            | 39/41                                                                             | 0                                                                                 | 0                                                                                 | -                                                                                 | 19/22                                                                             |                                                                                   |
|                                                                 | |                                                                                   |                                                                                   |                                                                                   |                                                                                   |                                                                                   |                                                                                   |                                                                                   |                                                                                   |                                                                                   |                                                                                   |                                                                                   |                                                                                   |
| Infortécnica 11 de febrero de 2024                              | Bloque | Porcentaje                                                                        | -                                                                                 | -                                                                                 | -                                                                                 | -                                                                                 | -                                                                                 |                                                                                   | -                                                                                 | -                                                                                 | -                                                                                 | -                                                                                 | -                                                                                 |
| Infortécnica 11 de febrero de 2024                              | Bloque | Escaños                                                                           | 33/36                                                                             | 33/36                                                                             | 33/36                                                                             | 33/36                                                                             | 33/36                                                                             | 39/42                                                                             | 39/42                                                                             | 39/42                                                                             | -                                                                                 | 3/9                                                                               |                                                                                   |
| Infortécnica 11 de febrero de 2024                              | |                                                                                   |                                                                                   |                                                                                   |                                                                                   |                                                                                   |                                                                                   |                                                                                   |                                                                                   |                                                                                   |                                                                                   |                                                                                   |                                                                                   |
| Infortécnica 11 de febrero de 2024                              | Partido                                                                                                   | Porcentaje                                                                        | -                                                                                 | -                                                                                 | -                                                                                 | -                                                                                 | [ 51 ]                                                                            |                                                                                   | -                                                                                 | -                                                                                 | -                                                                                 | -                                                                                 | -                                                                                 |
| Infortécnica 11 de febrero de 2024                              | Partido                                                                                                   | Escaños                                                                           | 21/23                                                                             | 11/12                                                                             | 0/2                                                                               | 0                                                                                 | [ 51 ]                                                                            | 39/42                                                                             | 0                                                                                 | 0/1                                                                               | -                                                                                 | 16/21                                                                             |                                                                                   |
|                                                                 | |                                                                                   |                                                                                   |                                                                                   |                                                                                   |                                                                                   |                                                                                   |                                                                                   |                                                                                   |                                                                                   |                                                                                   |                                                                                   |                                                                                   |
| Sondaxe 11 de febrero de 2024                                   | Bloque | Porcentaje                                                                        | 49,7 %                                                                            | 49,7 %                                                                            | 49,7 %                                                                            | 49,7 %                                                                            | 49,7 %                                                                            |                                                                                   | 48,4 %                                                                            | 48,4 %                                                                            | 48,4 %                                                                            | -                                                                                 | 1,3 %                                                                             |
| Sondaxe 11 de febrero de 2024                                   | Bloque | Escaños                                                                           | 36                                                                                | 36                                                                                | 36                                                                                | 36                                                                                | 36                                                                                | 39                                                                                | 39                                                                                | 39                                                                                | -                                                                                 | 3                                                                                 |                                                                                   |
| Sondaxe 11 de febrero de 2024                                   | |                                                                                   |                                                                                   |                                                                                   |                                                                                   |                                                                                   |                                                                                   |                                                                                   |                                                                                   |                                                                                   |                                                                                   |                                                                                   |                                                                                   |
| Sondaxe 11 de febrero de 2024                                   | Partido                                                                                                   | Porcentaje                                                                        | 28,5 %                                                                            | 16,8 %                                                                            | 3,4 %                                                                             | 1,0 %                                                                             | [ 51 ]                                                                            |                                                                                   | 46,0 %                                                                            | 1,9 %                                                                             | 0,5 %                                                                             | -                                                                                 | 17,5 %                                                                            |
| Sondaxe 11 de febrero de 2024                                   | Partido                                                                                                   | Escaños                                                                           | 23                                                                                | 13                                                                                | 0                                                                                 | 0                                                                                 | [ 51 ]                                                                            | 39                                                                                | 0                                                                                 | 0                                                                                 | -                                                                                 | 16                                                                                |                                                                                   |
|                                                                 | |                                                                                   |                                                                                   |                                                                                   |                                                                                   |                                                                                   |                                                                                   |                                                                                   |                                                                                   |                                                                                   |                                                                                   |                                                                                   |                                                                                   |
| EM-Analytics 10 de febrero de 2024                              | Bloque | Porcentaje                                                                        | 51,2 %                                                                            | 51,2 %                                                                            | 51,2 %                                                                            | 51,2 %                                                                            | 51,2 %                                                                            |                                                                                   | 48,3 %                                                                            | 48,3 %                                                                            | 48,3 %                                                                            | -                                                                                 | 2,9 %                                                                             |
| EM-Analytics 10 de febrero de 2024                              | Bloque | Escaños                                                                           | 36                                                                                | 36                                                                                | 36                                                                                | 36                                                                                | 36                                                                                | 39                                                                                | 39                                                                                | 39                                                                                | -                                                                                 | 3                                                                                 |                                                                                   |
| EM-Analytics 10 de febrero de 2024                              | |                                                                                   |                                                                                   |                                                                                   |                                                                                   |                                                                                   |                                                                                   |                                                                                   |                                                                                   |                                                                                   |                                                                                   |                                                                                   |                                                                                   |
| EM-Analytics 10 de febrero de 2024                              | Partido                                                                                                   | Porcentaje                                                                        | 29,3 %                                                                            | 17,3 %                                                                            | 3,6 %                                                                             | 1,0 %                                                                             | [ 51 ]                                                                            |                                                                                   | 45,4 %                                                                            | 2,2 %                                                                             | 0,7 %                                                                             | -                                                                                 | 16,1 %                                                                            |
| EM-Analytics 10 de febrero de 2024                              | Partido                                                                                                   | Escaños                                                                           | 22                                                                                | 14                                                                                | 0                                                                                 | 0                                                                                 | [ 51 ]                                                                            | 38                                                                                | 0                                                                                 | 1                                                                                 | -                                                                                 | 16                                                                                |                                                                                   |
|                                                                 | |                                                                                   |                                                                                   |                                                                                   |                                                                                   |                                                                                   |                                                                                   |                                                                                   |                                                                                   |                                                                                   |                                                                                   |                                                                                   |                                                                                   |
| Sondaxe 10 de febrero de 2024                                   | Bloque | Porcentaje                                                                        | 45,4 %                                                                            | 45,4 %                                                                            | 45,4 %                                                                            | 45,4 %                                                                            | 45,4 %                                                                            |                                                                                   | 45,8 %                                                                            | 45,8 %                                                                            | 45,8 %                                                                            | -                                                                                 | 0,4 %                                                                             |
| Sondaxe 10 de febrero de 2024                                   | Bloque | Escaños                                                                           | 36                                                                                | 36                                                                                | 36                                                                                | 36                                                                                | 36                                                                                | 39                                                                                | 39                                                                                | 39                                                                                | -                                                                                 | 3                                                                                 |                                                                                   |
| Sondaxe 10 de febrero de 2024                                   | |                                                                                   |                                                                                   |                                                                                   |                                                                                   |                                                                                   |                                                                                   |                                                                                   |                                                                                   |                                                                                   |                                                                                   |                                                                                   |                                                                                   |
| Sondaxe 10 de febrero de 2024                                   | Partido                                                                                                   | Porcentaje                                                                        | 29,1 %                                                                            | 16,3 %                                                                            | -                                                                                 | -                                                                                 | [ 51 ]                                                                            |                                                                                   | 45,8 %                                                                            | -                                                                                 | -                                                                                 | -                                                                                 | 16,7 %                                                                            |
| Sondaxe 10 de febrero de 2024                                   | Partido                                                                                                   | Escaños                                                                           | 24                                                                                | 12                                                                                | -                                                                                 | -                                                                                 | [ 51 ]                                                                            | 39                                                                                | -                                                                                 | -                                                                                 | -                                                                                 | 15                                                                                |                                                                                   |
|                                                                 | |                                                                                   |                                                                                   |                                                                                   |                                                                                   |                                                                                   |                                                                                   |                                                                                   |                                                                                   |                                                                                   |                                                                                   |                                                                                   |                                                                                   |
| Sondaxe 9 de febrero de 2024                                    | Bloque | Porcentaje                                                                        | 45,3 %                                                                            | 45,3 %                                                                            | 45,3 %                                                                            | 45,3 %                                                                            | 45,3 %                                                                            |                                                                                   | 45,8 %                                                                            | 45,8 %                                                                            | 45,8 %                                                                            | -                                                                                 | 0,5 %                                                                             |
| Sondaxe 9 de febrero de 2024                                    | Bloque | Escaños                                                                           | 36                                                                                | 36                                                                                | 36                                                                                | 36                                                                                | 36                                                                                | 39                                                                                | 39                                                                                | 39                                                                                | -                                                                                 | 3                                                                                 |                                                                                   |
| Sondaxe 9 de febrero de 2024                                    | |                                                                                   |                                                                                   |                                                                                   |                                                                                   |                                                                                   |                                                                                   |                                                                                   |                                                                                   |                                                                                   |                                                                                   |                                                                                   |                                                                                   |
| Sondaxe 9 de febrero de 2024                                    | Partido                                                                                                   | Porcentaje                                                                        | 28,6 %                                                                            | 16,7 %                                                                            | -                                                                                 | -                                                                                 | [ 51 ]                                                                            |                                                                                   | 45,8 %                                                                            | -                                                                                 | -                                                                                 | -                                                                                 | 17,2 %                                                                            |
| Sondaxe 9 de febrero de 2024                                    | Partido                                                                                                   | Escaños                                                                           | 23                                                                                | 13                                                                                | -                                                                                 | -                                                                                 | [ 51 ]                                                                            | 39                                                                                | -                                                                                 | -                                                                                 | -                                                                                 | 16                                                                                |                                                                                   |
|                                                                 | |                                                                                   |                                                                                   |                                                                                   |                                                                                   |                                                                                   |                                                                                   |                                                                                   |                                                                                   |                                                                                   |                                                                                   |                                                                                   |                                                                                   |
| Celeste-Tel 8 de febrero de 2024                                | Bloque | Porcentaje                                                                        | 47,8 %                                                                            | 47,8 %                                                                            | 47,8 %                                                                            | 47,8 %                                                                            | 47,8 %                                                                            |                                                                                   | 51,1 %                                                                            | 51,1 %                                                                            | 51,1 %                                                                            | -                                                                                 | 3,3 %                                                                             |
| Celeste-Tel 8 de febrero de 2024                                | Bloque | Escaños                                                                           | 34                                                                                | 34                                                                                | 34                                                                                | 34                                                                                | 34                                                                                | 41                                                                                | 41                                                                                | 41                                                                                | -                                                                                 | 7                                                                                 |                                                                                   |
| Celeste-Tel 8 de febrero de 2024                                | |                                                                                   |                                                                                   |                                                                                   |                                                                                   |                                                                                   |                                                                                   |                                                                                   |                                                                                   |                                                                                   |                                                                                   |                                                                                   |                                                                                   |
| Celeste-Tel 8 de febrero de 2024                                | Partido                                                                                                   | Porcentaje                                                                        | 26,9 %                                                                            | 16,7 %                                                                            | 3,9%                                                                              | 0,3%                                                                              | [ 51 ]                                                                            |                                                                                   | 48,0 %                                                                            | 2,3                                                                               | 0,8                                                                               | -                                                                                 | 21,1 %                                                                            |
| Celeste-Tel 8 de febrero de 2024                                | Partido                                                                                                   | Escaños                                                                           | 21                                                                                | 13                                                                                | 0                                                                                 | 0                                                                                 | [ 51 ]                                                                            | 40                                                                                | 0                                                                                 | 1                                                                                 | -                                                                                 | 19                                                                                |                                                                                   |
|                                                                 | |                                                                                   |                                                                                   |                                                                                   |                                                                                   |                                                                                   |                                                                                   |                                                                                   |                                                                                   |                                                                                   |                                                                                   |                                                                                   |                                                                                   |
| Sondaxe 8 de febrero de 2024                                    | Bloque | Porcentaje                                                                        | 44,5 %                                                                            | 44,5 %                                                                            | 44,5 %                                                                            | 44,5 %                                                                            | 44,5 %                                                                            |                                                                                   | 46,2 %                                                                            | 46,2 %                                                                            | 46,2 %                                                                            | -                                                                                 | 1,7 %                                                                             |
| Sondaxe 8 de febrero de 2024                                    | Bloque | Escaños                                                                           | 35                                                                                | 35                                                                                | 35                                                                                | 35                                                                                | 35                                                                                | 40                                                                                | 40                                                                                | 40                                                                                | -                                                                                 | 5                                                                                 |                                                                                   |
| Sondaxe 8 de febrero de 2024                                    | |                                                                                   |                                                                                   |                                                                                   |                                                                                   |                                                                                   |                                                                                   |                                                                                   |                                                                                   |                                                                                   |                                                                                   |                                                                                   |                                                                                   |
| Sondaxe 8 de febrero de 2024                                    | Partido                                                                                                   | Porcentaje                                                                        | 28,3 %                                                                            | 16,2 %                                                                            | -                                                                                 | -                                                                                 | [ 51 ]                                                                            |                                                                                   | 46,2 %                                                                            | -                                                                                 | -                                                                                 | -                                                                                 | 17,9 %                                                                            |
| Sondaxe 8 de febrero de 2024                                    | Partido                                                                                                   | Escaños                                                                           | 22                                                                                | 13                                                                                | -                                                                                 | -                                                                                 | [ 51 ]                                                                            | 40                                                                                | -                                                                                 | -                                                                                 | -                                                                                 | 16                                                                                |                                                                                   |
|                                                                 | |                                                                                   |                                                                                   |                                                                                   |                                                                                   |                                                                                   |                                                                                   |                                                                                   |                                                                                   |                                                                                   |                                                                                   |                                                                                   |                                                                                   |
| EM-Analytics 7 de febrero de 2024                               | Bloque | Porcentaje                                                                        | 50,8 %                                                                            | 50,8 %                                                                            | 50,8 %                                                                            | 50,8 %                                                                            | 50,8 %                                                                            |                                                                                   | 47,9 %                                                                            | 47,9 %                                                                            | 47,9 %                                                                            | -                                                                                 | 2,9 %                                                                             |
| EM-Analytics 7 de febrero de 2024                               | Bloque | Escaños                                                                           | 37                                                                                | 37                                                                                | 37                                                                                | 37                                                                                | 37                                                                                | 38                                                                                | 38                                                                                | 38                                                                                | -                                                                                 | 1                                                                                 |                                                                                   |
| EM-Analytics 7 de febrero de 2024                               | |                                                                                   |                                                                                   |                                                                                   |                                                                                   |                                                                                   |                                                                                   |                                                                                   |                                                                                   |                                                                                   |                                                                                   |                                                                                   |                                                                                   |
| EM-Analytics 7 de febrero de 2024                               | Partido                                                                                                   | Porcentaje                                                                        | 28,6 %                                                                            | 17,2 %                                                                            | 4,0 %                                                                             | 1,0 %                                                                             | [ 51 ]                                                                            |                                                                                   | 44,8 %                                                                            | 2,4 %                                                                             | 0,7 %                                                                             | -                                                                                 | 16,2 %                                                                            |
| EM-Analytics 7 de febrero de 2024                               | Partido                                                                                                   | Escaños                                                                           | 23                                                                                | 13                                                                                | 1                                                                                 | 0                                                                                 | [ 51 ]                                                                            | 37                                                                                | 0                                                                                 | 1                                                                                 | -                                                                                 | 14                                                                                |                                                                                   |
|                                                                 | |                                                                                   |                                                                                   |                                                                                   |                                                                                   |                                                                                   |                                                                                   |                                                                                   |                                                                                   |                                                                                   |                                                                                   |                                                                                   |                                                                                   |
| Sondaxe 7 de febrero de 2024                                    | Bloque | Porcentaje                                                                        | 44,9 %                                                                            | 44,9 %                                                                            | 44,9 %                                                                            | 44,9 %                                                                            | 44,9 %                                                                            |                                                                                   | 46,0 %                                                                            | 46,0 %                                                                            | 46,0 %                                                                            | -                                                                                 | 1,1 %                                                                             |
| Sondaxe 7 de febrero de 2024                                    | Bloque | Escaños                                                                           | 36                                                                                | 36                                                                                | 36                                                                                | 36                                                                                | 36                                                                                | 39                                                                                | 39                                                                                | 39                                                                                | -                                                                                 | 3                                                                                 |                                                                                   |
| Sondaxe 7 de febrero de 2024                                    | |                                                                                   |                                                                                   |                                                                                   |                                                                                   |                                                                                   |                                                                                   |                                                                                   |                                                                                   |                                                                                   |                                                                                   |                                                                                   |                                                                                   |
| Sondaxe 7 de febrero de 2024                                    | Partido                                                                                                   | Porcentaje                                                                        | 27,6 %                                                                            | 17,3 %                                                                            | -                                                                                 | -                                                                                 | [ 51 ]                                                                            |                                                                                   | 46,0 %                                                                            | -                                                                                 | -                                                                                 | -                                                                                 | 18,4 %                                                                            |
| Sondaxe 7 de febrero de 2024                                    | Partido                                                                                                   | Escaños                                                                           | 22                                                                                | 14                                                                                | -                                                                                 | -                                                                                 | [ 51 ]                                                                            | 39                                                                                | -                                                                                 | -                                                                                 | -                                                                                 | 17                                                                                |                                                                                   |
|                                                                 | |                                                                                   |                                                                                   |                                                                                   |                                                                                   |                                                                                   |                                                                                   |                                                                                   |                                                                                   |                                                                                   |                                                                                   |                                                                                   |                                                                                   |
| Sondaxe 6 de febrero de 2024                                    | Bloque | Porcentaje                                                                        | 48,7 %                                                                            | 48,7 %                                                                            | 48,7 %                                                                            | 48,7 %                                                                            | 48,7 %                                                                            |                                                                                   | 47,4 %                                                                            | 47,4 %                                                                            | 47,4 %                                                                            | -                                                                                 | 1,3 %                                                                             |
| Sondaxe 6 de febrero de 2024                                    | Bloque | Escaños                                                                           | 35                                                                                | 35                                                                                | 35                                                                                | 35                                                                                | 35                                                                                | 40                                                                                | 40                                                                                | 40                                                                                | -                                                                                 | 5                                                                                 |                                                                                   |
| Sondaxe 6 de febrero de 2024                                    | |                                                                                   |                                                                                   |                                                                                   |                                                                                   |                                                                                   |                                                                                   |                                                                                   |                                                                                   |                                                                                   |                                                                                   |                                                                                   |                                                                                   |
| Sondaxe 6 de febrero de 2024                                    | Partido                                                                                                   | Porcentaje                                                                        | 26,9 %                                                                            | 18,0 %                                                                            | 3,8 %                                                                             | -                                                                                 | [ 51 ]                                                                            |                                                                                   | 45,5 %                                                                            | 1,9 %                                                                             | -                                                                                 | -                                                                                 | 18,6 %                                                                            |
| Sondaxe 6 de febrero de 2024                                    | Partido                                                                                                   | Escaños                                                                           | 20                                                                                | 15                                                                                | 0                                                                                 | -                                                                                 | [ 51 ]                                                                            | 40                                                                                | 0                                                                                 | -                                                                                 | -                                                                                 | 20                                                                                |                                                                                   |
|                                                                 | |                                                                                   |                                                                                   |                                                                                   |                                                                                   |                                                                                   |                                                                                   |                                                                                   |                                                                                   |                                                                                   |                                                                                   |                                                                                   |                                                                                   |
| CIS 5 de febrero de 2024                                        | Bloque | Porcentaje                                                                        | 55,4 %                                                                            | 55,4 %                                                                            | 55,4 %                                                                            | 55,4 %                                                                            | 55,4 %                                                                            |                                                                                   | 43,5 %                                                                            | 43,5 %                                                                            | 43,5 %                                                                            | 1,1 %                                                                             | 11,9 %                                                                            |
| CIS 5 de febrero de 2024                                        | Bloque | Escaños                                                                           | 35/42                                                                             | 35/42                                                                             | 35/42                                                                             | 35/42                                                                             | 35/42                                                                             | 34/39                                                                             | 34/39                                                                             | 34/39                                                                             | 0                                                                                 | -4/8                                                                              |                                                                                   |
| CIS 5 de febrero de 2024                                        | |                                                                                   |                                                                                   |                                                                                   |                                                                                   |                                                                                   |                                                                                   |                                                                                   |                                                                                   |                                                                                   |                                                                                   |                                                                                   |                                                                                   |
| CIS 5 de febrero de 2024                                        | Partido                                                                                                   | Porcentaje                                                                        | 32,9 %                                                                            | 20,1 %                                                                            | 2,1 %                                                                             | 0,3 %                                                                             | [ 51 ]                                                                            |                                                                                   | 42,2 %                                                                            | 0,9 %                                                                             | 0,4 %                                                                             | 1,1 %                                                                             | 9,3 %                                                                             |
| CIS 5 de febrero de 2024                                        | Partido                                                                                                   | Escaños                                                                           | 22/26                                                                             | 13/15                                                                             | 0/1                                                                               | 0                                                                                 | [ 51 ]                                                                            | 34/38                                                                             | 0                                                                                 | 0/1                                                                               | 0                                                                                 | 8/16                                                                              |                                                                                   |
|                                                                 | |                                                                                   |                                                                                   |                                                                                   |                                                                                   |                                                                                   |                                                                                   |                                                                                   |                                                                                   |                                                                                   |                                                                                   |                                                                                   |                                                                                   |
| Sondaxe 5 de febrero de 2024                                    | Partido                                                                                                   | Porcentaje                                                                        | 49,6 %                                                                            | 49,6 %                                                                            | 49,6 %                                                                            | 49,6 %                                                                            | 49,6 %                                                                            |                                                                                   | 45,8 %                                                                            | 45,8 %                                                                            | 45,8 %                                                                            |                                                                                   | 3,8 %                                                                             |
| Sondaxe 5 de febrero de 2024                                    | Partido                                                                                                   | Escaños                                                                           | 35                                                                                | 35                                                                                | 35                                                                                | 35                                                                                | 35                                                                                | 40                                                                                | 40                                                                                | 40                                                                                |                                                                                   | 5                                                                                 |                                                                                   |
| Sondaxe 5 de febrero de 2024                                    | |                                                                                   |                                                                                   |                                                                                   |                                                                                   |                                                                                   |                                                                                   |                                                                                   |                                                                                   |                                                                                   |                                                                                   |                                                                                   |                                                                                   |
| Sondaxe 5 de febrero de 2024                                    | Bloque | Porcentaje                                                                        | 27,6 %                                                                            | 17,4 %                                                                            | 4,6 %                                                                             |                                                                                   | [ 51 ]                                                                            |                                                                                   | 44,9 %                                                                            | -                                                                                 | 0,9 %                                                                             | -                                                                                 | 17,3 %                                                                            |
| Sondaxe 5 de febrero de 2024                                    | Bloque | Escaños                                                                           | 21                                                                                | 14                                                                                | 0                                                                                 |                                                                                   | [ 51 ]                                                                            | 39                                                                                | -                                                                                 | 1                                                                                 | -                                                                                 | 18                                                                                |                                                                                   |
|                                                                 | |                                                                                   |                                                                                   |                                                                                   |                                                                                   |                                                                                   |                                                                                   |                                                                                   |                                                                                   |                                                                                   |                                                                                   |                                                                                   |                                                                                   |
| KeyData 5 de febrero de 2024                                    | Partido                                                                                                   | Porcentaje                                                                        | 48,7 %                                                                            | 48,7 %                                                                            | 48,7 %                                                                            | 48,7 %                                                                            | 48,7 %                                                                            |                                                                                   | 49,7 %                                                                            | 49,7 %                                                                            | 49,7 %                                                                            | 1,5 %                                                                             | 1,0 %                                                                             |
| KeyData 5 de febrero de 2024                                    | Partido                                                                                                   | Escaños                                                                           | 36                                                                                | 36                                                                                | 36                                                                                | 36                                                                                | 36                                                                                | 39                                                                                | 39                                                                                | 39                                                                                | 0                                                                                 | 3                                                                                 |                                                                                   |
| KeyData 5 de febrero de 2024                                    | |                                                                                   |                                                                                   |                                                                                   |                                                                                   |                                                                                   |                                                                                   |                                                                                   |                                                                                   |                                                                                   |                                                                                   |                                                                                   |                                                                                   |
| KeyData 5 de febrero de 2024                                    | Bloque | Porcentaje                                                                        | 25,6 %                                                                            | 18,1 %                                                                            | 4,0 %                                                                             | 1,0 %                                                                             | [ 51 ]                                                                            |                                                                                   | 46,5 %                                                                            | 2,7 %                                                                             | 0,5 %                                                                             | 1,5 %                                                                             | 20,9 %                                                                            |
| KeyData 5 de febrero de 2024                                    | Bloque | Escaños                                                                           | 20/22                                                                             | 14                                                                                | 0/2                                                                               | 0                                                                                 | [ 51 ]                                                                            | 39                                                                                | 0                                                                                 | 0                                                                                 | 0                                                                                 | 17/19                                                                             |                                                                                   |
|                                                                 | |                                                                                   |                                                                                   |                                                                                   |                                                                                   |                                                                                   |                                                                                   |                                                                                   |                                                                                   |                                                                                   |                                                                                   |                                                                                   |                                                                                   |
| Sondaxe 4 de febrero de 2024                                    | Bloque | Porcentaje                                                                        | 49,0 %                                                                            | 49,0 %                                                                            | 49,0 %                                                                            | 49,0 %                                                                            | 49,0 %                                                                            |                                                                                   | 45,6 %                                                                            | 45,6 %                                                                            | 45,6 %                                                                            |                                                                                   | 3,4 %                                                                             |
| Sondaxe 4 de febrero de 2024                                    | Bloque | Escaños                                                                           | 35                                                                                | 35                                                                                | 35                                                                                | 35                                                                                | 35                                                                                | 40                                                                                | 40                                                                                | 40                                                                                |                                                                                   | 5                                                                                 |                                                                                   |
| Sondaxe 4 de febrero de 2024                                    | |                                                                                   |                                                                                   |                                                                                   |                                                                                   |                                                                                   |                                                                                   |                                                                                   |                                                                                   |                                                                                   |                                                                                   |                                                                                   |                                                                                   |
| Sondaxe 4 de febrero de 2024                                    | Partido                                                                                                   | Porcentaje                                                                        | 27,0 %                                                                            | 17,4 %                                                                            | 4,6 %                                                                             | -                                                                                 | [ 51 ]                                                                            |                                                                                   | 44,8 %                                                                            | -                                                                                 | 0,8 %                                                                             | -                                                                                 | 17,8 %                                                                            |
| Sondaxe 4 de febrero de 2024                                    | Partido                                                                                                   | Escaños                                                                           | 20                                                                                | 14                                                                                | 1                                                                                 | -                                                                                 | [ 51 ]                                                                            | 39                                                                                | -                                                                                 | 1                                                                                 | -                                                                                 | 19                                                                                |                                                                                   |
|                                                                 | |                                                                                   |                                                                                   |                                                                                   |                                                                                   |                                                                                   |                                                                                   |                                                                                   |                                                                                   |                                                                                   |                                                                                   |                                                                                   |                                                                                   |
| Infortécnica 4 de febrero de 2024                               | Bloque | Porcentaje                                                                        | -                                                                                 | -                                                                                 | -                                                                                 | -                                                                                 | -                                                                                 |                                                                                   | -                                                                                 | -                                                                                 | -                                                                                 |                                                                                   | -                                                                                 |
| Infortécnica 4 de febrero de 2024                               | Bloque | Escaños                                                                           | 33/36                                                                             | 33/36                                                                             | 33/36                                                                             | 33/36                                                                             | 33/36                                                                             | 39/42                                                                             | 39/42                                                                             | 39/42                                                                             |                                                                                   | 3/9                                                                               |                                                                                   |
| Infortécnica 4 de febrero de 2024                               | |                                                                                   |                                                                                   |                                                                                   |                                                                                   |                                                                                   |                                                                                   |                                                                                   |                                                                                   |                                                                                   |                                                                                   |                                                                                   |                                                                                   |
| Infortécnica 4 de febrero de 2024                               | Partido                                                                                                   | Porcentaje                                                                        | -                                                                                 | -                                                                                 | -                                                                                 | -                                                                                 | [ 51 ]                                                                            |                                                                                   | -                                                                                 | -                                                                                 | -                                                                                 | -                                                                                 | -                                                                                 |
| Infortécnica 4 de febrero de 2024                               | Partido                                                                                                   | Escaños                                                                           | 19/21                                                                             | 13/14                                                                             | 0/1                                                                               | -                                                                                 | [ 51 ]                                                                            | 39/41                                                                             | -                                                                                 | 0/1                                                                               | -                                                                                 | 18/22                                                                             |                                                                                   |
|                                                                 | |                                                                                   |                                                                                   |                                                                                   |                                                                                   |                                                                                   |                                                                                   |                                                                                   |                                                                                   |                                                                                   |                                                                                   |                                                                                   |                                                                                   |
| Demos Gal 4 de febrero de 2024                                  | Bloque | Porcentaje                                                                        | 46,5 %                                                                            | 46,5 %                                                                            | 46,5 %                                                                            | 46,5 %                                                                            | 46,5 %                                                                            |                                                                                   | 49,5 %                                                                            | 49,5 %                                                                            | 49,5 %                                                                            |                                                                                   | 3,0 %                                                                             |
| Demos Gal 4 de febrero de 2024                                  | Bloque | Escaños                                                                           | 36                                                                                | 36                                                                                | 36                                                                                | 36                                                                                | 36                                                                                | 39                                                                                | 39                                                                                | 39                                                                                |                                                                                   | 3                                                                                 |                                                                                   |
| Demos Gal 4 de febrero de 2024                                  | |                                                                                   |                                                                                   |                                                                                   |                                                                                   |                                                                                   |                                                                                   |                                                                                   |                                                                                   |                                                                                   |                                                                                   |                                                                                   |                                                                                   |
| Demos Gal 4 de febrero de 2024                                  | Partido                                                                                                   | Porcentaje                                                                        | 22,4 %                                                                            | 17,9 %                                                                            | 4,3 %                                                                             | 1,9 %                                                                             | [ 51 ]                                                                            |                                                                                   | 44,6 %                                                                            | 4,2 %                                                                             | 0,7 %                                                                             | -                                                                                 | 22,2 %                                                                            |
| Demos Gal 4 de febrero de 2024                                  | Partido                                                                                                   | Escaños                                                                           | 19                                                                                | 15                                                                                | 2                                                                                 | 0                                                                                 | [ 51 ]                                                                            | 39                                                                                | 0                                                                                 | 0                                                                                 | -                                                                                 | 20                                                                                |                                                                                   |
|                                                                 | |                                                                                   |                                                                                   |                                                                                   |                                                                                   |                                                                                   |                                                                                   |                                                                                   |                                                                                   |                                                                                   |                                                                                   |                                                                                   |                                                                                   |
| NC Report 3 de febrero de 2024                                  | Bloque | Porcentaje                                                                        | 47,6 %                                                                            | 47,6 %                                                                            | 47,6 %                                                                            | 47,6 %                                                                            | 47,6 %                                                                            |                                                                                   | 49,9 %                                                                            | 49,9 %                                                                            | 49,9 %                                                                            | -                                                                                 | 2,3 %                                                                             |
| NC Report 3 de febrero de 2024                                  | Bloque | Escaños                                                                           | 34/35                                                                             | 34/35                                                                             | 34/35                                                                             | 34/35                                                                             | 34/35                                                                             | 40/41                                                                             | 40/41                                                                             | 40/41                                                                             | -                                                                                 | 5/7                                                                               |                                                                                   |
| NC Report 3 de febrero de 2024                                  | |                                                                                   |                                                                                   |                                                                                   |                                                                                   |                                                                                   |                                                                                   |                                                                                   |                                                                                   |                                                                                   |                                                                                   |                                                                                   |                                                                                   |
| NC Report 3 de febrero de 2024                                  | Partido                                                                                                   | Porcentaje                                                                        | 25,3 %                                                                            | 17,2 %                                                                            | 4,3 %                                                                             | 0,8 %                                                                             | [ 51 ]                                                                            |                                                                                   | 47,9 %                                                                            | 1,5 %                                                                             | 0,5 %                                                                             | -                                                                                 | 22,6 %                                                                            |
| NC Report 3 de febrero de 2024                                  | Partido                                                                                                   | Escaños                                                                           | 19/20                                                                             | 14/15                                                                             | 0/1                                                                               | 0                                                                                 | [ 51 ]                                                                            | 40/41                                                                             | 0                                                                                 | 0                                                                                 | -                                                                                 | 20/22                                                                             |                                                                                   |
|                                                                 | |                                                                                   |                                                                                   |                                                                                   |                                                                                   |                                                                                   |                                                                                   |                                                                                   |                                                                                   |                                                                                   |                                                                                   |                                                                                   |                                                                                   |
| Sondaxe 3 de febrero de 2024                                    | Bloque | Porcentaje                                                                        | 49,0 %                                                                            | 49,0 %                                                                            | 49,0 %                                                                            | 49,0 %                                                                            | 49,0 %                                                                            |                                                                                   | 45,3 %                                                                            | 45,3 %                                                                            | 45,3 %                                                                            | -                                                                                 | 3,7 %                                                                             |
| Sondaxe 3 de febrero de 2024                                    | Bloque | Escaños                                                                           | 35                                                                                | 35                                                                                | 35                                                                                | 35                                                                                | 35                                                                                | 40                                                                                | 40                                                                                | 40                                                                                | -                                                                                 | 5                                                                                 |                                                                                   |
| Sondaxe 3 de febrero de 2024                                    | |                                                                                   |                                                                                   |                                                                                   |                                                                                   |                                                                                   |                                                                                   |                                                                                   |                                                                                   |                                                                                   |                                                                                   |                                                                                   |                                                                                   |
| Sondaxe 3 de febrero de 2024                                    | Partido                                                                                                   | Porcentaje                                                                        | 26,4 %                                                                            | 17,6 %                                                                            | 5,0 %                                                                             | -                                                                                 | [ 51 ]                                                                            |                                                                                   | 44,5 %                                                                            | -                                                                                 | 0,8 %                                                                             | -                                                                                 | 18,1 %                                                                            |
| Sondaxe 3 de febrero de 2024                                    | Partido                                                                                                   | Escaños                                                                           | 20                                                                                | 14                                                                                | 1                                                                                 | -                                                                                 | [ 51 ]                                                                            | 39                                                                                | -                                                                                 | 1                                                                                 | -                                                                                 | 19                                                                                |                                                                                   |
|                                                                 | |                                                                                   |                                                                                   |                                                                                   |                                                                                   |                                                                                   |                                                                                   |                                                                                   |                                                                                   |                                                                                   |                                                                                   |                                                                                   |                                                                                   |
| ElectoPanel 2 de febrero de 2024                                | Bloque | Porcentaje                                                                        | 50,3 %                                                                            | 50,3 %                                                                            | 50,3 %                                                                            | 50,3 %                                                                            | 50,3 %                                                                            |                                                                                   | 48,3 %                                                                            | 48,3 %                                                                            | 48,3 %                                                                            | 1,3 %                                                                             | 2,0 %                                                                             |
| ElectoPanel 2 de febrero de 2024                                | Bloque | Escaños                                                                           | 36                                                                                | 36                                                                                | 36                                                                                | 36                                                                                | 36                                                                                | 39                                                                                | 39                                                                                | 39                                                                                | 0                                                                                 | 3                                                                                 |                                                                                   |
| ElectoPanel 2 de febrero de 2024                                | |                                                                                   |                                                                                   |                                                                                   |                                                                                   |                                                                                   |                                                                                   |                                                                                   |                                                                                   |                                                                                   |                                                                                   |                                                                                   |                                                                                   |
| ElectoPanel 2 de febrero de 2024                                | Partido                                                                                                   | Porcentaje                                                                        | 27,6 %                                                                            | 18,5 %                                                                            | 3,4 %                                                                             | 0,8 %                                                                             | [ 51 ]                                                                            |                                                                                   | 45,8 %                                                                            | 1,8 %                                                                             | 0,7 %                                                                             | 1,3 %                                                                             | 18,2 %                                                                            |
| ElectoPanel 2 de febrero de 2024                                | Partido                                                                                                   | Escaños                                                                           | 23                                                                                | 13                                                                                | 0                                                                                 | 0                                                                                 | [ 51 ]                                                                            | 39                                                                                | 0                                                                                 | 0                                                                                 | 0                                                                                 | 16                                                                                |                                                                                   |
|                                                                 | |                                                                                   |                                                                                   |                                                                                   |                                                                                   |                                                                                   |                                                                                   |                                                                                   |                                                                                   |                                                                                   |                                                                                   |                                                                                   |                                                                                   |
| Sondaxe 2 de febrero de 2024                                    | Bloque | Porcentaje                                                                        | 49,3 %                                                                            | 49,3 %                                                                            | 49,3 %                                                                            | 49,3 %                                                                            | 49,3 %                                                                            |                                                                                   | 47,2 %                                                                            | 47,2 %                                                                            | 47,2 %                                                                            | -                                                                                 | 2,7 %                                                                             |
| Sondaxe 2 de febrero de 2024                                    | Bloque | Escaños                                                                           | 35                                                                                | 35                                                                                | 35                                                                                | 35                                                                                | 35                                                                                | 40                                                                                | 40                                                                                | 40                                                                                | -                                                                                 | 5                                                                                 |                                                                                   |
| Sondaxe 2 de febrero de 2024                                    | |                                                                                   |                                                                                   |                                                                                   |                                                                                   |                                                                                   |                                                                                   |                                                                                   |                                                                                   |                                                                                   |                                                                                   |                                                                                   |                                                                                   |
| Sondaxe 2 de febrero de 2024                                    | Partido                                                                                                   | Porcentaje                                                                        | 26,9 %                                                                            | 17,5 %                                                                            | 4,9 %                                                                             | -                                                                                 | [ 51 ]                                                                            |                                                                                   | 44,1 %                                                                            | 2,9 %                                                                             | 0,7 %                                                                             | -                                                                                 | 17,2 %                                                                            |
| Sondaxe 2 de febrero de 2024                                    | Partido                                                                                                   | Escaños                                                                           | 20                                                                                | 14                                                                                | 1                                                                                 | -                                                                                 | [ 51 ]                                                                            | 39                                                                                | 0                                                                                 | 1                                                                                 | -                                                                                 | 19                                                                                |                                                                                   |
|                                                                 | |                                                                                   |                                                                                   |                                                                                   |                                                                                   |                                                                                   |                                                                                   |                                                                                   |                                                                                   |                                                                                   |                                                                                   |                                                                                   |                                                                                   |
| 2 de febrero de 2024                                            | Inicio de la campaña electoral.                                                                           | Inicio de la campaña electoral.                                                   | Inicio de la campaña electoral.                                                   | Inicio de la campaña electoral.                                                   | Inicio de la campaña electoral.                                                   | Inicio de la campaña electoral.                                                   | Inicio de la campaña electoral.                                                   | Inicio de la campaña electoral.                                                   | Inicio de la campaña electoral.                                                   | Inicio de la campaña electoral.                                                   | Inicio de la campaña electoral.                                                   | Inicio de la campaña electoral.                                                   | Inicio de la campaña electoral.                                                   |
|                                                                 | |                                                                                   |                                                                                   |                                                                                   |                                                                                   |                                                                                   |                                                                                   |                                                                                   |                                                                                   |                                                                                   |                                                                                   |                                                                                   |                                                                                   |
| Sigma Dos 30 de enero de 2024                                   | Bloque | Porcentaje                                                                        | 50,4 %                                                                            | 50,4 %                                                                            | 50,4 %                                                                            | 50,4 %                                                                            | 50,4 %                                                                            |                                                                                   | 46,6 %                                                                            | 46,6 %                                                                            | 46,6 %                                                                            |                                                                                   | 3,8 %                                                                             |
| Sigma Dos 30 de enero de 2024                                   | Bloque | Escaños                                                                           | 34/36                                                                             | 34/36                                                                             | 34/36                                                                             | 34/36                                                                             | 34/36                                                                             | 38/41                                                                             | 38/41                                                                             | 38/41                                                                             |                                                                                   | 2/5                                                                               |                                                                                   |
| Sigma Dos 30 de enero de 2024                                   | |                                                                                   |                                                                                   |                                                                                   |                                                                                   |                                                                                   |                                                                                   |                                                                                   |                                                                                   |                                                                                   |                                                                                   |                                                                                   |                                                                                   |
| Sigma Dos 30 de enero de 2024                                   | Partido                                                                                                   | Porcentaje                                                                        | 25,1 %                                                                            | 20,1 %                                                                            | 5,2 %                                                                             | -                                                                                 | [ 51 ]                                                                            |                                                                                   | 46,6 %                                                                            | -                                                                                 | -                                                                                 | -                                                                                 | 21,5 %                                                                            |
| Sigma Dos 30 de enero de 2024                                   | Partido                                                                                                   | Escaños                                                                           | 17/18                                                                             | 15/16                                                                             | 2                                                                                 | -                                                                                 | [ 51 ]                                                                            | 38/41                                                                             | -                                                                                 | -                                                                                 | -                                                                                 | 20/24                                                                             |                                                                                   |
|                                                                 | |                                                                                   |                                                                                   |                                                                                   |                                                                                   |                                                                                   |                                                                                   |                                                                                   |                                                                                   |                                                                                   |                                                                                   |                                                                                   |                                                                                   |
| GAD3 29 de enero de 2024                                        | Bloque | Porcentaje                                                                        | 48,7 %                                                                            | 48,7 %                                                                            | 48,7 %                                                                            | 48,7 %                                                                            | 48,7 %                                                                            |                                                                                   | 49,6 %                                                                            | 49,6 %                                                                            | 49,6 %                                                                            | -                                                                                 | 0,9 %                                                                             |
| GAD3 29 de enero de 2024                                        | Bloque | Escaños                                                                           | 35/36                                                                             | 35/36                                                                             | 35/36                                                                             | 35/36                                                                             | 35/36                                                                             | 39/40                                                                             | 39/40                                                                             | 39/40                                                                             | -                                                                                 | 4/5                                                                               |                                                                                   |
| GAD3 29 de enero de 2024                                        | |                                                                                   |                                                                                   |                                                                                   |                                                                                   |                                                                                   |                                                                                   |                                                                                   |                                                                                   |                                                                                   |                                                                                   |                                                                                   |                                                                                   |
| GAD3 29 de enero de 2024                                        | Partido                                                                                                   | Porcentaje                                                                        | 29,6 %                                                                            | 16,5 %                                                                            | 2,6 %                                                                             | -                                                                                 | [ 51 ]                                                                            |                                                                                   | 47,3 %                                                                            | 1,8 %                                                                             | 0,5 %                                                                             | -                                                                                 | 17,7 %                                                                            |
| GAD3 29 de enero de 2024                                        | Partido                                                                                                   | Escaños                                                                           | 21                                                                                | 12/13                                                                             | 0                                                                                 | -                                                                                 | [ 51 ]                                                                            | 39/40                                                                             | 0                                                                                 | 0                                                                                 | -                                                                                 | 18/19                                                                             |                                                                                   |
|                                                                 | |                                                                                   |                                                                                   |                                                                                   |                                                                                   |                                                                                   |                                                                                   |                                                                                   |                                                                                   |                                                                                   |                                                                                   |                                                                                   |                                                                                   |
| DemosGal 28 de enero de 2024                                    | Bloque | Porcentaje                                                                        | -                                                                                 | -                                                                                 | -                                                                                 | -                                                                                 | -                                                                                 |                                                                                   | -                                                                                 | -                                                                                 | -                                                                                 | -                                                                                 | -                                                                                 |
| DemosGal 28 de enero de 2024                                    | Bloque | Escaños                                                                           | 35                                                                                | 35                                                                                | 35                                                                                | 35                                                                                | 35                                                                                | 40                                                                                | 40                                                                                | 40                                                                                | -                                                                                 | 5                                                                                 |                                                                                   |
| DemosGal 28 de enero de 2024                                    | |                                                                                   |                                                                                   |                                                                                   |                                                                                   |                                                                                   |                                                                                   |                                                                                   |                                                                                   |                                                                                   |                                                                                   |                                                                                   |                                                                                   |
| DemosGal 28 de enero de 2024                                    | Partido                                                                                                   | Porcentaje                                                                        | -                                                                                 | -                                                                                 | -                                                                                 | -                                                                                 | [ 51 ]                                                                            |                                                                                   | -                                                                                 | -                                                                                 | -                                                                                 | -                                                                                 | -                                                                                 |
| DemosGal 28 de enero de 2024                                    | Partido                                                                                                   | Escaños                                                                           | 18                                                                                | 15                                                                                | 2                                                                                 | 0                                                                                 | [ 51 ]                                                                            | 40                                                                                | 0                                                                                 | 0                                                                                 | -                                                                                 | 22                                                                                |                                                                                   |
|                                                                 | |                                                                                   |                                                                                   |                                                                                   |                                                                                   |                                                                                   |                                                                                   |                                                                                   |                                                                                   |                                                                                   |                                                                                   |                                                                                   |                                                                                   |
| Infortécnica 28 de enero de 2024                                | Bloque | Porcentaje                                                                        | -                                                                                 | -                                                                                 | -                                                                                 | -                                                                                 | [ 51 ]                                                                            |                                                                                   | -                                                                                 | -                                                                                 | -                                                                                 | -                                                                                 | -                                                                                 |
| Infortécnica 28 de enero de 2024                                | Bloque | Escaños                                                                           | 33/34                                                                             | 33/34                                                                             | 33/34                                                                             | 33/34                                                                             | [ 51 ]                                                                            | 41/42                                                                             | 41/42                                                                             | 41/42                                                                             | -                                                                                 | 7/9                                                                               |                                                                                   |
| Infortécnica 28 de enero de 2024                                | |                                                                                   |                                                                                   |                                                                                   |                                                                                   |                                                                                   |                                                                                   |                                                                                   |                                                                                   |                                                                                   |                                                                                   |                                                                                   |                                                                                   |
| Infortécnica 28 de enero de 2024                                | Partido                                                                                                   | Porcentaje                                                                        | -                                                                                 | -                                                                                 | -                                                                                 | -                                                                                 | [ 51 ]                                                                            |                                                                                   | -                                                                                 | -                                                                                 | -                                                                                 | -                                                                                 | -                                                                                 |
| Infortécnica 28 de enero de 2024                                | Partido                                                                                                   | Escaños                                                                           | 17/18                                                                             | 15/16                                                                             | 0/1                                                                               | 0                                                                                 | [ 51 ]                                                                            | 41/42                                                                             | 0                                                                                 | 0                                                                                 | -                                                                                 | 23/25                                                                             |                                                                                   |
|                                                                 | |                                                                                   |                                                                                   |                                                                                   |                                                                                   |                                                                                   |                                                                                   |                                                                                   |                                                                                   |                                                                                   |                                                                                   |                                                                                   |                                                                                   |
| Infortécnica 27 de enero de 2024                                | Bloque | Porcentaje                                                                        | -                                                                                 | -                                                                                 | -                                                                                 | -                                                                                 | [ 51 ]                                                                            |                                                                                   | -                                                                                 | -                                                                                 | -                                                                                 | -                                                                                 | -                                                                                 |
| Infortécnica 27 de enero de 2024                                | Bloque | Escaños                                                                           | 32/35                                                                             | 32/35                                                                             | 32/35                                                                             | 32/35                                                                             | [ 51 ]                                                                            | 40/43                                                                             | 40/43                                                                             | 40/43                                                                             | -                                                                                 | 5/12                                                                              |                                                                                   |
| Infortécnica 27 de enero de 2024                                | |                                                                                   |                                                                                   |                                                                                   |                                                                                   |                                                                                   |                                                                                   |                                                                                   |                                                                                   |                                                                                   |                                                                                   |                                                                                   |                                                                                   |
| Infortécnica 27 de enero de 2024                                | Partido                                                                                                   | Porcentaje                                                                        | -                                                                                 | -                                                                                 | -                                                                                 | -                                                                                 | [ 51 ]                                                                            |                                                                                   | -                                                                                 | -                                                                                 | -                                                                                 | -                                                                                 | -                                                                                 |
| Infortécnica 27 de enero de 2024                                | Partido                                                                                                   | Escaños                                                                           | 16/19                                                                             | 14/17                                                                             | 0/1                                                                               | 0                                                                                 | [ 51 ]                                                                            | 40/42                                                                             | 0                                                                                 | 0/1                                                                               | -                                                                                 | 21/24                                                                             |                                                                                   |
|                                                                 | |                                                                                   |                                                                                   |                                                                                   |                                                                                   |                                                                                   |                                                                                   |                                                                                   |                                                                                   |                                                                                   |                                                                                   |                                                                                   |                                                                                   |
| Atlántico 26 de enero de 2024                                   | Bloque | Porcentaje                                                                        | 49,7 %                                                                            | 49,7 %                                                                            | 49,7 %                                                                            | 49,7 %                                                                            | 49,7 %                                                                            |                                                                                   | 49,0 %                                                                            | 49,0 %                                                                            | 49,0 %                                                                            | -                                                                                 | 0,7 %                                                                             |
| Atlántico 26 de enero de 2024                                   | Bloque | Escaños                                                                           | 35                                                                                | 35                                                                                | 35                                                                                | 35                                                                                | 35                                                                                | 40                                                                                | 40                                                                                | 40                                                                                | -                                                                                 | 5                                                                                 |                                                                                   |
| Atlántico 26 de enero de 2024                                   | |                                                                                   |                                                                                   |                                                                                   |                                                                                   |                                                                                   |                                                                                   |                                                                                   |                                                                                   |                                                                                   |                                                                                   |                                                                                   |                                                                                   |
| Atlántico 26 de enero de 2024                                   | Partido                                                                                                   | Porcentaje                                                                        | 25,2 %                                                                            | 18,8 %                                                                            | 4,5 %                                                                             | 1,2 %                                                                             | [ 51 ]                                                                            |                                                                                   | 45,7 %                                                                            | 2,9 %                                                                             | 0,4 %                                                                             | -                                                                                 | 20,5 %                                                                            |
| Atlántico 26 de enero de 2024                                   | Partido                                                                                                   | Escaños                                                                           | 19                                                                                | 14                                                                                | 2                                                                                 | 0                                                                                 | [ 51 ]                                                                            | 40                                                                                | 0                                                                                 | 0                                                                                 | -                                                                                 | 21                                                                                |                                                                                   |
|                                                                 | |                                                                                   |                                                                                   |                                                                                   |                                                                                   |                                                                                   |                                                                                   |                                                                                   |                                                                                   |                                                                                   |                                                                                   |                                                                                   |                                                                                   |
| Celeste-Tel 26 de enero de 2024                                 | Bloque | Porcentaje                                                                        | -                                                                                 | -                                                                                 | -                                                                                 | -                                                                                 | -                                                                                 |                                                                                   | -                                                                                 | -                                                                                 | -                                                                                 | -                                                                                 | -                                                                                 |
| Celeste-Tel 26 de enero de 2024                                 | Bloque | Escaños                                                                           | 35                                                                                | 35                                                                                | 35                                                                                | 35                                                                                | 35                                                                                | 40                                                                                | 40                                                                                | 40                                                                                | -                                                                                 | 5                                                                                 |                                                                                   |
| Celeste-Tel 26 de enero de 2024                                 | |                                                                                   |                                                                                   |                                                                                   |                                                                                   |                                                                                   |                                                                                   |                                                                                   |                                                                                   |                                                                                   |                                                                                   |                                                                                   |                                                                                   |
| Celeste-Tel 26 de enero de 2024                                 | Partido                                                                                                   | Porcentaje                                                                        | -                                                                                 | -                                                                                 | -                                                                                 | -                                                                                 | [ 51 ]                                                                            |                                                                                   | -                                                                                 | -                                                                                 | -                                                                                 | -                                                                                 | -                                                                                 |
| Celeste-Tel 26 de enero de 2024                                 | Partido                                                                                                   | Escaños                                                                           | 20                                                                                | 14                                                                                | 1                                                                                 | 0                                                                                 | [ 51 ]                                                                            | 40                                                                                | 0                                                                                 | 0                                                                                 | -                                                                                 | 20                                                                                |                                                                                   |
|                                                                 | |                                                                                   |                                                                                   |                                                                                   |                                                                                   |                                                                                   |                                                                                   |                                                                                   |                                                                                   |                                                                                   |                                                                                   |                                                                                   |                                                                                   |
| CIS 25 de enero de 2024                                         | Bloque | Porcentaje                                                                        | 53,6 %                                                                            | 53,6 %                                                                            | 53,6 %                                                                            | 53,6 %                                                                            | 53,6 %                                                                            |                                                                                   | 44,9 %                                                                            | 44,9 %                                                                            | 44,9 %                                                                            | 1,5 %                                                                             | 8,7 %                                                                             |
| CIS 25 de enero de 2024                                         | Bloque | Escaños                                                                           | 35/42                                                                             | 35/42                                                                             | 35/42                                                                             | 35/42                                                                             | 35/42                                                                             | 36/39                                                                             | 36/39                                                                             | 36/39                                                                             | 0                                                                                 | -4/3                                                                              |                                                                                   |
| CIS 25 de enero de 2024                                         | |                                                                                   |                                                                                   |                                                                                   |                                                                                   |                                                                                   |                                                                                   |                                                                                   |                                                                                   |                                                                                   |                                                                                   |                                                                                   |                                                                                   |
| CIS 25 de enero de 2024                                         | Partido                                                                                                   | Porcentaje                                                                        | 29,3 %                                                                            | 20,4 %                                                                            | 3,5 %                                                                             | 0,4 %                                                                             | [ 51 ]                                                                            |                                                                                   | 43,2 %                                                                            | 1,3 %                                                                             | 0,4 %                                                                             | 1,5 %                                                                             | 13,9 %                                                                            |
| CIS 25 de enero de 2024                                         | Partido                                                                                                   | Escaños                                                                           | 20/23                                                                             | 15/17                                                                             | 0/2                                                                               | 0                                                                                 | [ 51 ]                                                                            | 36/38                                                                             | 0                                                                                 | 0/1                                                                               | 0                                                                                 | 13/18                                                                             |                                                                                   |
|                                                                 | |                                                                                   |                                                                                   |                                                                                   |                                                                                   |                                                                                   |                                                                                   |                                                                                   |                                                                                   |                                                                                   |                                                                                   |                                                                                   |                                                                                   |
| EM-Analytics 22 de enero de 2024                                | Bloque | Porcentaje                                                                        | 49,1 %                                                                            | 49,1 %                                                                            | 49,1 %                                                                            | 49,1 %                                                                            | 49,1 %                                                                            |                                                                                   | 49,6 %                                                                            | 49,6 %                                                                            | 49,6 %                                                                            | -                                                                                 | 0,5 %                                                                             |
| EM-Analytics 22 de enero de 2024                                | Bloque | Escaños                                                                           | 36                                                                                | 36                                                                                | 36                                                                                | 36                                                                                | 36                                                                                | 39                                                                                | 39                                                                                | 39                                                                                | -                                                                                 | 3                                                                                 |                                                                                   |
| EM-Analytics 22 de enero de 2024                                | |                                                                                   |                                                                                   |                                                                                   |                                                                                   |                                                                                   |                                                                                   |                                                                                   |                                                                                   |                                                                                   |                                                                                   |                                                                                   |                                                                                   |
| EM-Analytics 22 de enero de 2024                                | Partido                                                                                                   | Porcentaje                                                                        | 26,5 %                                                                            | 17,8 %                                                                            | 3,7 %                                                                             | 1,1 %                                                                             | [ 51 ]                                                                            |                                                                                   | 45,4 %                                                                            | 3,5 %                                                                             | 0,7 %                                                                             | -                                                                                 | 18,9 %                                                                            |
| EM-Analytics 22 de enero de 2024                                | Partido                                                                                                   | Escaños                                                                           | 22                                                                                | 14                                                                                | 0                                                                                 | 0                                                                                 | [ 51 ]                                                                            | 39                                                                                | 0                                                                                 | 0                                                                                 | -                                                                                 | 17                                                                                |                                                                                   |
|                                                                 | |                                                                                   |                                                                                   |                                                                                   |                                                                                   |                                                                                   |                                                                                   |                                                                                   |                                                                                   |                                                                                   |                                                                                   |                                                                                   |                                                                                   |
| Hamalgama 21 de enero de 2024                                   | Bloque | Porcentaje                                                                        | 45,9 %                                                                            | 45,9 %                                                                            | 45,9 %                                                                            | 45,9 %                                                                            | 45,9 %                                                                            |                                                                                   | 50,4 %                                                                            | 50,4 %                                                                            | 50,4 %                                                                            | -                                                                                 | 4,5 %                                                                             |
| Hamalgama 21 de enero de 2024                                   | Bloque | Escaños                                                                           | 35                                                                                | 35                                                                                | 35                                                                                | 35                                                                                | 35                                                                                | 40                                                                                | 40                                                                                | 40                                                                                | -                                                                                 | 5                                                                                 |                                                                                   |
| Hamalgama 21 de enero de 2024                                   | |                                                                                   |                                                                                   |                                                                                   |                                                                                   |                                                                                   |                                                                                   |                                                                                   |                                                                                   |                                                                                   |                                                                                   |                                                                                   |                                                                                   |
| Hamalgama 21 de enero de 2024                                   | Partido                                                                                                   | Porcentaje                                                                        | 23,3 %                                                                            | 18,3 %                                                                            | 4,3 %                                                                             | -                                                                                 | [ 51 ]                                                                            |                                                                                   | 46,5 %                                                                            | 3,9 %                                                                             | -                                                                                 | -                                                                                 | 23,2 %                                                                            |
| Hamalgama 21 de enero de 2024                                   | Partido                                                                                                   | Escaños                                                                           | 19                                                                                | 15                                                                                | 1                                                                                 | -                                                                                 | [ 51 ]                                                                            | 39                                                                                | 1                                                                                 | -                                                                                 | -                                                                                 | 20                                                                                |                                                                                   |
|                                                                 | |                                                                                   |                                                                                   |                                                                                   |                                                                                   |                                                                                   |                                                                                   |                                                                                   |                                                                                   |                                                                                   |                                                                                   |                                                                                   |                                                                                   |
| Electomanía 21 de enero de 2024                                 | Bloque | Porcentaje                                                                        | 49,1 %                                                                            | 49,1 %                                                                            | 49,1 %                                                                            | 49,1 %                                                                            | 49,1 %                                                                            |                                                                                   | 49,6 %                                                                            | 49,6 %                                                                            | 49,6 %                                                                            | -                                                                                 | 0,5 %                                                                             |
| Electomanía 21 de enero de 2024                                 | Bloque | Escaños                                                                           | 36                                                                                | 36                                                                                | 36                                                                                | 36                                                                                | 36                                                                                | 39                                                                                | 39                                                                                | 39                                                                                | -                                                                                 | 3                                                                                 |                                                                                   |
| Electomanía 21 de enero de 2024                                 | |                                                                                   |                                                                                   |                                                                                   |                                                                                   |                                                                                   |                                                                                   |                                                                                   |                                                                                   |                                                                                   |                                                                                   |                                                                                   |                                                                                   |
| Electomanía 21 de enero de 2024                                 | Partido                                                                                                   | Porcentaje                                                                        | 26,5 %                                                                            | 17,8 %                                                                            | 3,7 %                                                                             | 1,1 %                                                                             | [ 51 ]                                                                            |                                                                                   | 45,4 %                                                                            | 3,5 %                                                                             | 0,7 %                                                                             | -                                                                                 | 18,9 %                                                                            |
| Electomanía 21 de enero de 2024                                 | Partido                                                                                                   | Escaños                                                                           | 22                                                                                | 14                                                                                | 0                                                                                 | 0                                                                                 | [ 51 ]                                                                            | 39                                                                                | 0                                                                                 | 0                                                                                 | -                                                                                 | 17                                                                                |                                                                                   |
|                                                                 | |                                                                                   |                                                                                   |                                                                                   |                                                                                   |                                                                                   |                                                                                   |                                                                                   |                                                                                   |                                                                                   |                                                                                   |                                                                                   |                                                                                   |
| EM-Analytics 20 de enero de 2024                                | Bloque | Porcentaje                                                                        | 49,2 %                                                                            | 49,2 %                                                                            | 49,2 %                                                                            | 49,2 %                                                                            | 49,2 %                                                                            |                                                                                   | 49,4 %                                                                            | 49,4 %                                                                            | 49,4 %                                                                            | -                                                                                 | 0,2 %                                                                             |
| EM-Analytics 20 de enero de 2024                                | Bloque | Escaños                                                                           | 35                                                                                | 35                                                                                | 35                                                                                | 35                                                                                | 35                                                                                | 40                                                                                | 40                                                                                | 40                                                                                | -                                                                                 | 5                                                                                 |                                                                                   |
| EM-Analytics 20 de enero de 2024                                | |                                                                                   |                                                                                   |                                                                                   |                                                                                   |                                                                                   |                                                                                   |                                                                                   |                                                                                   |                                                                                   |                                                                                   |                                                                                   |                                                                                   |
| EM-Analytics 20 de enero de 2024                                | Bloque | Porcentaje                                                                        | 26,3 %                                                                            | 18,3 %                                                                            | 3,3 %                                                                             | 1,3 %                                                                             | [ 51 ]                                                                            |                                                                                   | 46,0 %                                                                            | 2,7 %                                                                             | 0,7 %                                                                             | -                                                                                 | 19,7 %                                                                            |
| EM-Analytics 20 de enero de 2024                                | Bloque | Escaños                                                                           | 22                                                                                | 13                                                                                | 0                                                                                 | 0                                                                                 | [ 51 ]                                                                            | 39                                                                                | 0                                                                                 | 1                                                                                 | -                                                                                 | 17                                                                                |                                                                                   |
|                                                                 | |                                                                                   |                                                                                   |                                                                                   |                                                                                   |                                                                                   |                                                                                   |                                                                                   |                                                                                   |                                                                                   |                                                                                   |                                                                                   |                                                                                   |
| Target Point 18 de enero de 2024                                | Bloque | Porcentaje                                                                        | 47,0 %                                                                            | 47,0 %                                                                            | 47,0 %                                                                            | 47,0 %                                                                            | 47,0 %                                                                            |                                                                                   | 50,0 %                                                                            | 50,0 %                                                                            | 50,0 %                                                                            | -                                                                                 | 3,0 %                                                                             |
| Target Point 18 de enero de 2024                                | Bloque | Escaños                                                                           | 34                                                                                | 34                                                                                | 34                                                                                | 34                                                                                | 34                                                                                | 41                                                                                | 41                                                                                | 41                                                                                | -                                                                                 | 7                                                                                 |                                                                                   |
| Target Point 18 de enero de 2024                                | |                                                                                   |                                                                                   |                                                                                   |                                                                                   |                                                                                   |                                                                                   |                                                                                   |                                                                                   |                                                                                   |                                                                                   |                                                                                   |                                                                                   |
| Target Point 18 de enero de 2024                                | Partido                                                                                                   | Porcentaje                                                                        | 25,0 %                                                                            | 17,4 %                                                                            | 4,0 %                                                                             | 0,6 %                                                                             | [ 51 ]                                                                            |                                                                                   | 46,9 %                                                                            | 2,3 %                                                                             | 0,8 %                                                                             | -                                                                                 | 21,9 %                                                                            |
| Target Point 18 de enero de 2024                                | Partido                                                                                                   | Escaños                                                                           | 20                                                                                | 13                                                                                | 1                                                                                 | 0                                                                                 | [ 51 ]                                                                            | 40                                                                                | 0                                                                                 | 1                                                                                 | -                                                                                 | 20                                                                                |                                                                                   |
|                                                                 | |                                                                                   |                                                                                   |                                                                                   |                                                                                   |                                                                                   |                                                                                   |                                                                                   |                                                                                   |                                                                                   |                                                                                   |                                                                                   |                                                                                   |
| SigmaDos 15 de enero de 2024                                    | Bloque | Porcentaje                                                                        | 50,0 %                                                                            | 50,0 %                                                                            | 50,0 %                                                                            | 50,0 %                                                                            | 50,0 %                                                                            |                                                                                   | 49,5 %                                                                            | 49,5 %                                                                            | 49,5 %                                                                            | -                                                                                 | 0,5 %                                                                             |
| SigmaDos 15 de enero de 2024                                    | Bloque | Escaños                                                                           | 34/38                                                                             | 34/38                                                                             | 34/38                                                                             | 34/38                                                                             | 34/38                                                                             | 38/40                                                                             | 38/40                                                                             | 38/40                                                                             | -                                                                                 | 6/0                                                                               |                                                                                   |
| SigmaDos 15 de enero de 2024                                    | |                                                                                   |                                                                                   |                                                                                   |                                                                                   |                                                                                   |                                                                                   |                                                                                   |                                                                                   |                                                                                   |                                                                                   |                                                                                   |                                                                                   |
| SigmaDos 15 de enero de 2024                                    | Partido                                                                                                   | Porcentaje                                                                        | 23,4 %                                                                            | 20,6 %                                                                            | 4,9 %                                                                             | 1,1 %                                                                             | [ 51 ]                                                                            |                                                                                   | 47,4 %                                                                            | 2,1 %                                                                             | -                                                                                 | -                                                                                 | 24,0 %                                                                            |
| SigmaDos 15 de enero de 2024                                    | Partido                                                                                                   | Escaños                                                                           | 18/19                                                                             | 15/17                                                                             | 1/2                                                                               | 0                                                                                 | [ 51 ]                                                                            | 38/40                                                                             | 0                                                                                 | -                                                                                 | -                                                                                 | 20/21                                                                             |                                                                                   |
|                                                                 | |                                                                                   |                                                                                   |                                                                                   |                                                                                   |                                                                                   |                                                                                   |                                                                                   |                                                                                   |                                                                                   |                                                                                   |                                                                                   |                                                                                   |
| Porcentu 12 de enero de 2024                                    | Bloque | Porcentaje                                                                        | 49,6 %                                                                            | 49,6 %                                                                            | 49,6 %                                                                            | 49,6 %                                                                            | 49,6 %                                                                            |                                                                                   | 49,1 %                                                                            | 49,1 %                                                                            | 49,1 %                                                                            | -                                                                                 | 0,5 %                                                                             |
| Porcentu 12 de enero de 2024                                    | Bloque | Escaños                                                                           | 36                                                                                | 36                                                                                | 36                                                                                | 36                                                                                | 36                                                                                | 39                                                                                | 39                                                                                | 39                                                                                | -                                                                                 | 3                                                                                 |                                                                                   |
| Porcentu 12 de enero de 2024                                    | |                                                                                   |                                                                                   |                                                                                   |                                                                                   |                                                                                   |                                                                                   |                                                                                   |                                                                                   |                                                                                   |                                                                                   |                                                                                   |                                                                                   |
| Porcentu 12 de enero de 2024                                    | Partido                                                                                                   | Porcentaje                                                                        | 25,6 %                                                                            | 18,0 %                                                                            | 4,4 %                                                                             | 1,6 %                                                                             | [ 51 ]                                                                            |                                                                                   | 45,3 %                                                                            | 3,2 %                                                                             | 0,6 %                                                                             | -                                                                                 | 19,7 %                                                                            |
| Porcentu 12 de enero de 2024                                    | Partido                                                                                                   | Escaños                                                                           | 21                                                                                | 14                                                                                | 1                                                                                 | 0                                                                                 | [ 51 ]                                                                            | 39                                                                                | 0                                                                                 | 0                                                                                 | -                                                                                 | 18                                                                                |                                                                                   |
|                                                                 | |                                                                                   |                                                                                   |                                                                                   |                                                                                   |                                                                                   |                                                                                   |                                                                                   |                                                                                   |                                                                                   |                                                                                   |                                                                                   |                                                                                   |
| 10 de enero de 2024                                             | Álvaro Díaz-Mella es anunciado como candidato por Vox.                                                    | Álvaro Díaz-Mella es anunciado como candidato por Vox.                            | Álvaro Díaz-Mella es anunciado como candidato por Vox.                            | Álvaro Díaz-Mella es anunciado como candidato por Vox.                            | Álvaro Díaz-Mella es anunciado como candidato por Vox.                            | Álvaro Díaz-Mella es anunciado como candidato por Vox.                            | Álvaro Díaz-Mella es anunciado como candidato por Vox.                            | Álvaro Díaz-Mella es anunciado como candidato por Vox.                            | Álvaro Díaz-Mella es anunciado como candidato por Vox.                            | Álvaro Díaz-Mella es anunciado como candidato por Vox.                            | Álvaro Díaz-Mella es anunciado como candidato por Vox.                            | Álvaro Díaz-Mella es anunciado como candidato por Vox.                            | Álvaro Díaz-Mella es anunciado como candidato por Vox.                            |
|                                                                 | |                                                                                   |                                                                                   |                                                                                   |                                                                                   |                                                                                   |                                                                                   |                                                                                   |                                                                                   |                                                                                   |                                                                                   |                                                                                   |                                                                                   |
| Electomanía 8 de enero de 2024                                  | Bloque | Porcentaje                                                                        | 48,8 %                                                                            | 48,8 %                                                                            | 48,8 %                                                                            | 48,8 %                                                                            | 48,8 %                                                                            |                                                                                   | 50,6 %                                                                            | 50,6 %                                                                            | 50,6 %                                                                            | -                                                                                 | 1,8 %                                                                             |
| Electomanía 8 de enero de 2024                                  | Bloque | Escaños                                                                           | 35                                                                                | 35                                                                                | 35                                                                                | 35                                                                                | 35                                                                                | 40                                                                                | 40                                                                                | 40                                                                                | -                                                                                 | 5                                                                                 |                                                                                   |
| Electomanía 8 de enero de 2024                                  | |                                                                                   |                                                                                   |                                                                                   |                                                                                   |                                                                                   |                                                                                   |                                                                                   |                                                                                   |                                                                                   |                                                                                   |                                                                                   |                                                                                   |
| Electomanía 8 de enero de 2024                                  | Partido                                                                                                   | Porcentaje                                                                        | 26,3 %                                                                            | 18,1 %                                                                            | 3,3 %                                                                             | 1,1 %                                                                             | [ 51 ]                                                                            |                                                                                   | 45,8 %                                                                            | 4,0 %                                                                             | 0,8 %                                                                             | -                                                                                 | 19,5 %                                                                            |
| Electomanía 8 de enero de 2024                                  | Partido                                                                                                   | Escaños                                                                           | 22                                                                                | 13                                                                                | 0                                                                                 | 0                                                                                 | [ 51 ]                                                                            | 39                                                                                | 0                                                                                 | 1                                                                                 | -                                                                                 | 17                                                                                |                                                                                   |
|                                                                 | |                                                                                   |                                                                                   |                                                                                   |                                                                                   |                                                                                   |                                                                                   |                                                                                   |                                                                                   |                                                                                   |                                                                                   |                                                                                   |                                                                                   |
| 40dB 8 de enero de 2024                                         | Bloque | Porcentaje                                                                        | 47,2 %                                                                            | 47,2 %                                                                            | 47,2 %                                                                            | 47,2 %                                                                            | 47,2 %                                                                            |                                                                                   | 50,7 %                                                                            | 50,7 %                                                                            | 50,7 %                                                                            | -                                                                                 | 3,5 %                                                                             |
| 40dB 8 de enero de 2024                                         | Bloque | Escaños                                                                           | 33                                                                                | 33                                                                                | 33                                                                                | 33                                                                                | 33                                                                                | 42                                                                                | 42                                                                                | 42                                                                                | -                                                                                 | 9                                                                                 |                                                                                   |
| 40dB 8 de enero de 2024                                         | |                                                                                   |                                                                                   |                                                                                   |                                                                                   |                                                                                   |                                                                                   |                                                                                   |                                                                                   |                                                                                   |                                                                                   |                                                                                   |                                                                                   |
| 40dB 8 de enero de 2024                                         | Partido                                                                                                   | Porcentaje                                                                        | 24,8 %                                                                            | 17,9 %                                                                            | 3,4 %                                                                             | 1,1 %                                                                             | [ 51 ]                                                                            |                                                                                   | 47,5 %                                                                            | 2,7 %                                                                             | 0,5 %                                                                             | -                                                                                 | 22,7 %                                                                            |
| 40dB 8 de enero de 2024                                         | Partido                                                                                                   | Escaños                                                                           | 19                                                                                | 14                                                                                | 0                                                                                 | 0                                                                                 | [ 51 ]                                                                            | 42                                                                                | 0                                                                                 | 0                                                                                 | -                                                                                 | 23                                                                                |                                                                                   |
|                                                                 | |                                                                                   |                                                                                   |                                                                                   |                                                                                   |                                                                                   |                                                                                   |                                                                                   |                                                                                   |                                                                                   |                                                                                   |                                                                                   |                                                                                   |
| Sondaxe 6 de enero de 2024                                      | Bloque | Porcentaje                                                                        | 50,8 %                                                                            | 50,8 %                                                                            | 50,8 %                                                                            | 50,8 %                                                                            | 50,8 %                                                                            |                                                                                   | 47,2 %                                                                            | 47,2 %                                                                            | 47,2 %                                                                            | -                                                                                 | 3,6 %                                                                             |
| Sondaxe 6 de enero de 2024                                      | Bloque | Escaños                                                                           | 36                                                                                | 36                                                                                | 36                                                                                | 36                                                                                | 36                                                                                | 39                                                                                | 39                                                                                | 39                                                                                | -                                                                                 | 3                                                                                 |                                                                                   |
| Sondaxe 6 de enero de 2024                                      | |                                                                                   |                                                                                   |                                                                                   |                                                                                   |                                                                                   |                                                                                   |                                                                                   |                                                                                   |                                                                                   |                                                                                   |                                                                                   |                                                                                   |
| Sondaxe 6 de enero de 2024                                      | Partido                                                                                                   | Porcentaje                                                                        | 26,5 %                                                                            | 18,7 %                                                                            | 4,8 %                                                                             | 0,8 %                                                                             | [ 51 ]                                                                            |                                                                                   | 43,9 %                                                                            | 2,9 %                                                                             | 0,4 %                                                                             | -                                                                                 | 17,4 %                                                                            |
| Sondaxe 6 de enero de 2024                                      | Partido                                                                                                   | Escaños                                                                           | 20                                                                                | 15                                                                                | 1                                                                                 | 0                                                                                 | [ 51 ]                                                                            | 39                                                                                | 0                                                                                 | 0                                                                                 | -                                                                                 | 19                                                                                |                                                                                   |
|                                                                 | |                                                                                   |                                                                                   |                                                                                   |                                                                                   |                                                                                   |                                                                                   |                                                                                   |                                                                                   |                                                                                   |                                                                                   |                                                                                   |                                                                                   |
| 2023                                                            | |                                                                                   |                                                                                   |                                                                                   |                                                                                   |                                                                                   |                                                                                   |                                                                                   |                                                                                   |                                                                                   |                                                                                   |                                                                                   |                                                                                   |
| Sociométrica 31 de diciembre de 2023                            | Bloque | Porcentaje                                                                        | 49,5 %                                                                            | 49,5 %                                                                            | 49,5 %                                                                            | 49,5 %                                                                            | 49,5 %                                                                            |                                                                                   | 48,4 %                                                                            | 48,4 %                                                                            | 48,4 %                                                                            | -                                                                                 | 1,1 %                                                                             |
| Sociométrica 31 de diciembre de 2023                            | Bloque | Escaños                                                                           | 36                                                                                | 36                                                                                | 36                                                                                | 36                                                                                | 36                                                                                | 39                                                                                | 39                                                                                | 39                                                                                | -                                                                                 | 3                                                                                 |                                                                                   |
| Sociométrica 31 de diciembre de 2023                            | |                                                                                   |                                                                                   |                                                                                   |                                                                                   |                                                                                   |                                                                                   |                                                                                   |                                                                                   |                                                                                   |                                                                                   |                                                                                   |                                                                                   |
| Sociométrica 31 de diciembre de 2023                            | Partido                                                                                                   | Porcentaje                                                                        | 25,5 %                                                                            | 17,5 %                                                                            | 4,4 %                                                                             | 2,1 %                                                                             | [ 51 ]                                                                            |                                                                                   | 44,6 %                                                                            | 3,8 %                                                                             | -                                                                                 | -                                                                                 | 19,1 %                                                                            |
| Sociométrica 31 de diciembre de 2023                            | Partido                                                                                                   | Escaños                                                                           | 22                                                                                | 14                                                                                | 0                                                                                 | 0                                                                                 | [ 51 ]                                                                            | 39                                                                                | 0                                                                                 | -                                                                                 | -                                                                                 | 17                                                                                |                                                                                   |
|                                                                 | |                                                                                   |                                                                                   |                                                                                   |                                                                                   |                                                                                   |                                                                                   |                                                                                   |                                                                                   |                                                                                   |                                                                                   |                                                                                   |                                                                                   |
| 30 de diciembre de 2023                                         | Armando Ojea es anunciado como candidato por Democracia Ourensana                                         | Armando Ojea es anunciado como candidato por Democracia Ourensana                 | Armando Ojea es anunciado como candidato por Democracia Ourensana                 | Armando Ojea es anunciado como candidato por Democracia Ourensana                 | Armando Ojea es anunciado como candidato por Democracia Ourensana                 | Armando Ojea es anunciado como candidato por Democracia Ourensana                 | Armando Ojea es anunciado como candidato por Democracia Ourensana                 | Armando Ojea es anunciado como candidato por Democracia Ourensana                 | Armando Ojea es anunciado como candidato por Democracia Ourensana                 | Armando Ojea es anunciado como candidato por Democracia Ourensana                 | Armando Ojea es anunciado como candidato por Democracia Ourensana                 | Armando Ojea es anunciado como candidato por Democracia Ourensana                 | Armando Ojea es anunciado como candidato por Democracia Ourensana                 |
| 30 de diciembre de 2023                                         | Sumar y Podemos rompen su principio de acuerdo para concurrir en coalición y se presentaran por separado. |                                                                                   |                                                                                   |                                                                                   |                                                                                   |                                                                                   |                                                                                   |                                                                                   |                                                                                   |                                                                                   |                                                                                   |                                                                                   |                                                                                   |
|                                                                 | |                                                                                   |                                                                                   |                                                                                   |                                                                                   |                                                                                   |                                                                                   |                                                                                   |                                                                                   |                                                                                   |                                                                                   |                                                                                   |                                                                                   |
| 28 de diciembre de 2023                                         | Marta Lois es escogida candidata por la formación política, Sumar.                                        | Marta Lois es escogida candidata por la formación política, Sumar.                | Marta Lois es escogida candidata por la formación política, Sumar.                | Marta Lois es escogida candidata por la formación política, Sumar.                | Marta Lois es escogida candidata por la formación política, Sumar.                | Marta Lois es escogida candidata por la formación política, Sumar.                | Marta Lois es escogida candidata por la formación política, Sumar.                | Marta Lois es escogida candidata por la formación política, Sumar.                | Marta Lois es escogida candidata por la formación política, Sumar.                | Marta Lois es escogida candidata por la formación política, Sumar.                | Marta Lois es escogida candidata por la formación política, Sumar.                | Marta Lois es escogida candidata por la formación política, Sumar.                | Marta Lois es escogida candidata por la formación política, Sumar.                |
|                                                                 | |                                                                                   |                                                                                   |                                                                                   |                                                                                   |                                                                                   |                                                                                   |                                                                                   |                                                                                   |                                                                                   |                                                                                   |                                                                                   |                                                                                   |
| 27 de diciembre de 2023                                         | Isabel Faraldo es elegida candidata por Podemos                                                           | Isabel Faraldo es elegida candidata por Podemos                                   | Isabel Faraldo es elegida candidata por Podemos                                   | Isabel Faraldo es elegida candidata por Podemos                                   | Isabel Faraldo es elegida candidata por Podemos                                   | Isabel Faraldo es elegida candidata por Podemos                                   | Isabel Faraldo es elegida candidata por Podemos                                   | Isabel Faraldo es elegida candidata por Podemos                                   | Isabel Faraldo es elegida candidata por Podemos                                   | Isabel Faraldo es elegida candidata por Podemos                                   | Isabel Faraldo es elegida candidata por Podemos                                   | Isabel Faraldo es elegida candidata por Podemos                                   | Isabel Faraldo es elegida candidata por Podemos                                   |
|                                                                 | |                                                                                   |                                                                                   |                                                                                   |                                                                                   |                                                                                   |                                                                                   |                                                                                   |                                                                                   |                                                                                   |                                                                                   |                                                                                   |                                                                                   |
| 21 de diciembre de 2023                                         | Alfonso Rueda anuncia la convocatoria de elecciones para el próximo 18 de febrero                         | Alfonso Rueda anuncia la convocatoria de elecciones para el próximo 18 de febrero | Alfonso Rueda anuncia la convocatoria de elecciones para el próximo 18 de febrero | Alfonso Rueda anuncia la convocatoria de elecciones para el próximo 18 de febrero | Alfonso Rueda anuncia la convocatoria de elecciones para el próximo 18 de febrero | Alfonso Rueda anuncia la convocatoria de elecciones para el próximo 18 de febrero | Alfonso Rueda anuncia la convocatoria de elecciones para el próximo 18 de febrero | Alfonso Rueda anuncia la convocatoria de elecciones para el próximo 18 de febrero | Alfonso Rueda anuncia la convocatoria de elecciones para el próximo 18 de febrero | Alfonso Rueda anuncia la convocatoria de elecciones para el próximo 18 de febrero | Alfonso Rueda anuncia la convocatoria de elecciones para el próximo 18 de febrero | Alfonso Rueda anuncia la convocatoria de elecciones para el próximo 18 de febrero | Alfonso Rueda anuncia la convocatoria de elecciones para el próximo 18 de febrero |
|                                                                 | |                                                                                   |                                                                                   |                                                                                   |                                                                                   |                                                                                   |                                                                                   |                                                                                   |                                                                                   |                                                                                   |                                                                                   |                                                                                   |                                                                                   |
| Sondaxe 29 de octubre de 2023                                   | Bloque | Porcentaje                                                                        | 49,8 %                                                                            | 49,8 %                                                                            | 49,8 %                                                                            | 49,8 %                                                                            | 49,8 %                                                                            |                                                                                   | 46,1 %                                                                            | 46,1 %                                                                            | 46,1 %                                                                            | -                                                                                 | 3,7 %                                                                             |
| Sondaxe 29 de octubre de 2023                                   | Bloque | Escaños                                                                           | 35                                                                                | 35                                                                                | 35                                                                                | 35                                                                                | 35                                                                                | 40                                                                                | 40                                                                                | 40                                                                                | -                                                                                 | 5                                                                                 |                                                                                   |
| Sondaxe 29 de octubre de 2023                                   | |                                                                                   |                                                                                   |                                                                                   |                                                                                   |                                                                                   |                                                                                   |                                                                                   |                                                                                   |                                                                                   |                                                                                   |                                                                                   |                                                                                   |
| Sondaxe 29 de octubre de 2023                                   | Partido                                                                                                   | Porcentaje                                                                        | 25,3 %                                                                            | 19,4 %                                                                            | 5,1 %                                                                             | [ 105 ]                                                                           | [ 51 ]                                                                            |                                                                                   | 46,1 %                                                                            | -                                                                                 | -                                                                                 | -                                                                                 | 20,8 %                                                                            |
| Sondaxe 29 de octubre de 2023                                   | Partido                                                                                                   | Escaños                                                                           | 19                                                                                | 15                                                                                | 1                                                                                 | [ 105 ]                                                                           | [ 51 ]                                                                            | 40                                                                                | -                                                                                 | -                                                                                 | -                                                                                 | 21                                                                                |                                                                                   |
|                                                                 | |                                                                                   |                                                                                   |                                                                                   |                                                                                   |                                                                                   |                                                                                   |                                                                                   |                                                                                   |                                                                                   |                                                                                   |                                                                                   |                                                                                   |
| 18 de octubre de 2023                                           | El PSdeG anuncia que su candidato será José Ramón Gómez Besteiro                                          | El PSdeG anuncia que su candidato será José Ramón Gómez Besteiro                  | El PSdeG anuncia que su candidato será José Ramón Gómez Besteiro                  | El PSdeG anuncia que su candidato será José Ramón Gómez Besteiro                  | El PSdeG anuncia que su candidato será José Ramón Gómez Besteiro                  | El PSdeG anuncia que su candidato será José Ramón Gómez Besteiro                  | El PSdeG anuncia que su candidato será José Ramón Gómez Besteiro                  | El PSdeG anuncia que su candidato será José Ramón Gómez Besteiro                  | El PSdeG anuncia que su candidato será José Ramón Gómez Besteiro                  | El PSdeG anuncia que su candidato será José Ramón Gómez Besteiro                  | El PSdeG anuncia que su candidato será José Ramón Gómez Besteiro                  | El PSdeG anuncia que su candidato será José Ramón Gómez Besteiro                  | El PSdeG anuncia que su candidato será José Ramón Gómez Besteiro                  |
|                                                                 | |                                                                                   |                                                                                   |                                                                                   |                                                                                   |                                                                                   |                                                                                   |                                                                                   |                                                                                   |                                                                                   |                                                                                   |                                                                                   |                                                                                   |
| ElectoPanel 30 de agosto de 2023                                | Bloque | Porcentaje                                                                        | 47,4 %                                                                            | 47,4 %                                                                            | 47,4 %                                                                            | 47,4 %                                                                            | 47,4 %                                                                            |                                                                                   | 46,9 %                                                                            | 46,9 %                                                                            | 46,9 %                                                                            | -                                                                                 | 0,5 %                                                                             |
| ElectoPanel 30 de agosto de 2023                                | Bloque | Escaños                                                                           | 36                                                                                | 36                                                                                | 36                                                                                | 36                                                                                | 36                                                                                | 39                                                                                | 39                                                                                | 39                                                                                | -                                                                                 | 3                                                                                 |                                                                                   |
| ElectoPanel 30 de agosto de 2023                                | |                                                                                   |                                                                                   |                                                                                   |                                                                                   |                                                                                   |                                                                                   |                                                                                   |                                                                                   |                                                                                   |                                                                                   |                                                                                   |                                                                                   |
| ElectoPanel 30 de agosto de 2023                                | Partido                                                                                                   | Porcentaje                                                                        | 26,4 %                                                                            | 17,0 %                                                                            | [ 108 ]                                                                           | [ 108 ]                                                                           | 4,0 %                                                                             |                                                                                   | 42,2 %                                                                            | 4,7 %                                                                             | -                                                                                 | -                                                                                 | 17,8 %                                                                            |
| ElectoPanel 30 de agosto de 2023                                | Partido                                                                                                   | Escaños                                                                           | 22                                                                                | 14                                                                                | [ 108 ]                                                                           | [ 108 ]                                                                           | 0                                                                                 | 39                                                                                | 0                                                                                 | -                                                                                 | -                                                                                 | 17                                                                                |                                                                                   |
|                                                                 | |                                                                                   |                                                                                   |                                                                                   |                                                                                   |                                                                                   |                                                                                   |                                                                                   |                                                                                   |                                                                                   |                                                                                   |                                                                                   |                                                                                   |
| Elecciones generales de España de 2023 23 de julio de 2023      | Bloque | Porcentaje                                                                        | 50,1 %                                                                            | 50,1 %                                                                            | 50,1 %                                                                            | 50,1 %                                                                            | 50,1 %                                                                            |                                                                                   | 48,2 %                                                                            | 48,2 %                                                                            | 48,2 %                                                                            | -                                                                                 | 1,9 %                                                                             |
| Elecciones generales de España de 2023 23 de julio de 2023      | Bloque | Escaños                                                                           | 36                                                                                | 36                                                                                | 36                                                                                | 36                                                                                | 36                                                                                | 39                                                                                | 39                                                                                | 39                                                                                | -                                                                                 | 3                                                                                 |                                                                                   |
| Elecciones generales de España de 2023 23 de julio de 2023      | |                                                                                   |                                                                                   |                                                                                   |                                                                                   |                                                                                   |                                                                                   |                                                                                   |                                                                                   |                                                                                   |                                                                                   |                                                                                   |                                                                                   |
| Elecciones generales de España de 2023 23 de julio de 2023      | Partido                                                                                                   | Porcentaje                                                                        | 9,4 %                                                                             | 29,8 %                                                                            | 10,9 %                                                                            | [ 105 ]                                                                           | -                                                                                 |                                                                                   | 43,5 %                                                                            | 4,7 %                                                                             | -                                                                                 | -                                                                                 | 13,7 %                                                                            |
| Elecciones generales de España de 2023 23 de julio de 2023      | Partido                                                                                                   | Escaños                                                                           | 6                                                                                 | 24                                                                                | 6                                                                                 | [ 105 ]                                                                           | -                                                                                 | 38                                                                                | 1                                                                                 | -                                                                                 | -                                                                                 | 14                                                                                |                                                                                   |
|                                                                 | |                                                                                   |                                                                                   |                                                                                   |                                                                                   |                                                                                   |                                                                                   |                                                                                   |                                                                                   |                                                                                   |                                                                                   |                                                                                   |                                                                                   |
| Sondaxe 24 de junio de 2023                                     | Bloque | Porcentaje                                                                        | 47,2 %                                                                            | 47,2 %                                                                            | 47,2 %                                                                            | 47,2 %                                                                            | 47,2 %                                                                            |                                                                                   | 49,1 %                                                                            | 49,1 %                                                                            | 49,1 %                                                                            | -                                                                                 | 1,9 %                                                                             |
| Sondaxe 24 de junio de 2023                                     | Bloque | Escaños                                                                           | 34                                                                                | 34                                                                                | 34                                                                                | 34                                                                                | 34                                                                                | 41                                                                                | 41                                                                                | 41                                                                                | -                                                                                 | 7                                                                                 |                                                                                   |
| Sondaxe 24 de junio de 2023                                     | |                                                                                   |                                                                                   |                                                                                   |                                                                                   |                                                                                   |                                                                                   |                                                                                   |                                                                                   |                                                                                   |                                                                                   |                                                                                   |                                                                                   |
| Sondaxe 24 de junio de 2023                                     | Partido                                                                                                   | Porcentaje                                                                        | 26,8 %                                                                            | 16,7 %                                                                            | 3,7 %                                                                             | [ 105 ]                                                                           | -                                                                                 |                                                                                   | 46,6 %                                                                            | 2,5 %                                                                             | -                                                                                 | -                                                                                 | 19,8 %                                                                            |
| Sondaxe 24 de junio de 2023                                     | Partido                                                                                                   | Escaños                                                                           | 21                                                                                | 13                                                                                | 0                                                                                 | [ 105 ]                                                                           | -                                                                                 | 41                                                                                | 0                                                                                 | -                                                                                 | -                                                                                 | 20                                                                                |                                                                                   |
|                                                                 | |                                                                                   |                                                                                   |                                                                                   |                                                                                   |                                                                                   |                                                                                   |                                                                                   |                                                                                   |                                                                                   |                                                                                   |                                                                                   |                                                                                   |
| Elecciones municipales de España de 2023 28 de mayo de 2023     | Bloque | Porcentaje                                                                        | 47,0 %                                                                            | 47,0 %                                                                            | 47,0 %                                                                            | 47,0 %                                                                            | 47,0 %                                                                            |                                                                                   | 39,4 %                                                                            | 39,4 %                                                                            | 39,4 %                                                                            | -                                                                                 | 8,1 %                                                                             |
| Elecciones municipales de España de 2023 28 de mayo de 2023     | Bloque | Escaños                                                                           | 39                                                                                | 39                                                                                | 39                                                                                | 39                                                                                | 39                                                                                | 36                                                                                | 36                                                                                | 36                                                                                | -                                                                                 | 3                                                                                 |                                                                                   |
| Elecciones municipales de España de 2023 28 de mayo de 2023     | |                                                                                   |                                                                                   |                                                                                   |                                                                                   |                                                                                   |                                                                                   |                                                                                   |                                                                                   |                                                                                   |                                                                                   |                                                                                   |                                                                                   |
| Elecciones municipales de España de 2023 28 de mayo de 2023     | Partido                                                                                                   | Porcentaje                                                                        | 17,2 %                                                                            | 29,1 %                                                                            | [ 108 ]                                                                           | [ 108 ]                                                                           | 0,7 %                                                                             |                                                                                   | 38,4 %                                                                            | 0,5 %                                                                             | 0,5 %                                                                             | -                                                                                 | 9,3 %                                                                             |
| Elecciones municipales de España de 2023 28 de mayo de 2023     | Partido                                                                                                   | Escaños                                                                           | 13                                                                                | 26                                                                                | [ 108 ]                                                                           | [ 108 ]                                                                           | 0                                                                                 | 35                                                                                | 0                                                                                 | 1                                                                                 | -                                                                                 | 9                                                                                 |                                                                                   |
|                                                                 | |                                                                                   |                                                                                   |                                                                                   |                                                                                   |                                                                                   |                                                                                   |                                                                                   |                                                                                   |                                                                                   |                                                                                   |                                                                                   |                                                                                   |
| 2022                                                            | |                                                                                   |                                                                                   |                                                                                   |                                                                                   |                                                                                   |                                                                                   |                                                                                   |                                                                                   |                                                                                   |                                                                                   |                                                                                   |                                                                                   |
| Sondaxe 23 de octubre de 2022                                   | Bloque | Porcentaje                                                                        | 47,2 %                                                                            | 47,2 %                                                                            | 47,2 %                                                                            | 47,2 %                                                                            | 47,2 %                                                                            |                                                                                   | 48,4 %                                                                            | 48,4 %                                                                            | 48,4 %                                                                            | -                                                                                 | 1,2 %                                                                             |
| Sondaxe 23 de octubre de 2022                                   | Bloque | Escaños                                                                           | 35                                                                                | 35                                                                                | 35                                                                                | 35                                                                                | 35                                                                                | 40                                                                                | 40                                                                                | 40                                                                                | -                                                                                 | 5                                                                                 |                                                                                   |
| Sondaxe 23 de octubre de 2022                                   | |                                                                                   |                                                                                   |                                                                                   |                                                                                   |                                                                                   |                                                                                   |                                                                                   |                                                                                   |                                                                                   |                                                                                   |                                                                                   |                                                                                   |
| Sondaxe 23 de octubre de 2022                                   | Partido                                                                                                   | Porcentaje                                                                        | 25,9 %                                                                            | 15,7 %                                                                            | -                                                                                 | [ 108 ]                                                                           | 5,6 %                                                                             |                                                                                   | 45,7 %                                                                            | 2,7 %                                                                             | -                                                                                 | -                                                                                 | 19,8 %                                                                            |
| Sondaxe 23 de octubre de 2022                                   | Partido                                                                                                   | Escaños                                                                           | 20                                                                                | 13                                                                                | -                                                                                 | [ 108 ]                                                                           | 2                                                                                 | 40                                                                                | 0                                                                                 | -                                                                                 | -                                                                                 | 20                                                                                |                                                                                   |
|                                                                 | |                                                                                   |                                                                                   |                                                                                   |                                                                                   |                                                                                   |                                                                                   |                                                                                   |                                                                                   |                                                                                   |                                                                                   |                                                                                   |                                                                                   |
| Sondaxe 28 de mayo de 2022                                      | Bloque | Porcentaje                                                                        | 48,5 %                                                                            | 48,5 %                                                                            | 48,5 %                                                                            | 48,5 %                                                                            | 48,5 %                                                                            |                                                                                   | 45,2 %                                                                            | 45,2 %                                                                            | 45,2 %                                                                            | -                                                                                 | 3,3                                                                               |
| Sondaxe 28 de mayo de 2022                                      | Bloque | Escaños                                                                           | 36                                                                                | 36                                                                                | 36                                                                                | 36                                                                                | 36                                                                                | 39                                                                                | 39                                                                                | 39                                                                                | -                                                                                 | 3                                                                                 |                                                                                   |
| Sondaxe 28 de mayo de 2022                                      | |                                                                                   |                                                                                   |                                                                                   |                                                                                   |                                                                                   |                                                                                   |                                                                                   |                                                                                   |                                                                                   |                                                                                   |                                                                                   |                                                                                   |
| Sondaxe 28 de mayo de 2022                                      | Partido                                                                                                   | Porcentaje                                                                        | 24,8 %                                                                            | 18,3 %                                                                            | -                                                                                 | [ 108 ]                                                                           | 5,4 %                                                                             |                                                                                   | 45,2 %                                                                            | -                                                                                 | -                                                                                 | -                                                                                 | 20,4 %                                                                            |
| Sondaxe 28 de mayo de 2022                                      | Partido                                                                                                   | Escaños                                                                           | 19                                                                                | 15                                                                                | -                                                                                 | [ 108 ]                                                                           | 2                                                                                 | 39                                                                                | -                                                                                 | -                                                                                 | -                                                                                 | 20                                                                                |                                                                                   |
|                                                                 | |                                                                                   |                                                                                   |                                                                                   |                                                                                   |                                                                                   |                                                                                   |                                                                                   |                                                                                   |                                                                                   |                                                                                   |                                                                                   |                                                                                   |
| 14 de mayo de 2022                                              | Alfonso Rueda es investido presidente de la Junta                                                         | Alfonso Rueda es investido presidente de la Junta                                 | Alfonso Rueda es investido presidente de la Junta                                 | Alfonso Rueda es investido presidente de la Junta                                 | Alfonso Rueda es investido presidente de la Junta                                 | Alfonso Rueda es investido presidente de la Junta                                 | Alfonso Rueda es investido presidente de la Junta                                 | Alfonso Rueda es investido presidente de la Junta                                 | Alfonso Rueda es investido presidente de la Junta                                 | Alfonso Rueda es investido presidente de la Junta                                 | Alfonso Rueda es investido presidente de la Junta                                 | Alfonso Rueda es investido presidente de la Junta                                 | Alfonso Rueda es investido presidente de la Junta                                 |
|                                                                 | |                                                                                   |                                                                                   |                                                                                   |                                                                                   |                                                                                   |                                                                                   |                                                                                   |                                                                                   |                                                                                   |                                                                                   |                                                                                   |                                                                                   |
| Sondaxe 3 de marzo de 2022                                      | Bloque | Porcentaje                                                                        | 47,8 %                                                                            | 47,8 %                                                                            | 47,8 %                                                                            | 47,8 %                                                                            | 47,8 %                                                                            |                                                                                   | 44,6 %                                                                            | 44,6 %                                                                            | 44,6 %                                                                            | -                                                                                 | 3,2 %                                                                             |
| Sondaxe 3 de marzo de 2022                                      | Bloque | Escaños                                                                           | 36                                                                                | 36                                                                                | 36                                                                                | 36                                                                                | 36                                                                                | 39                                                                                | 39                                                                                | 39                                                                                | -                                                                                 | 3                                                                                 |                                                                                   |
| Sondaxe 3 de marzo de 2022                                      | |                                                                                   |                                                                                   |                                                                                   |                                                                                   |                                                                                   |                                                                                   |                                                                                   |                                                                                   |                                                                                   |                                                                                   |                                                                                   |                                                                                   |
| Sondaxe 3 de marzo de 2022                                      | Partido                                                                                                   | Porcentaje                                                                        | 24,5 %                                                                            | 17,7 %                                                                            | -                                                                                 | [ 108 ]                                                                           | 5,6 %                                                                             |                                                                                   | 44,6 %                                                                            | -                                                                                 | -                                                                                 | -                                                                                 | 20,1 %                                                                            |
| Sondaxe 3 de marzo de 2022                                      | Partido                                                                                                   | Escaños                                                                           | 20                                                                                | 14                                                                                | -                                                                                 | [ 108 ]                                                                           | 2                                                                                 | 39                                                                                | -                                                                                 | -                                                                                 | -                                                                                 | 19                                                                                |                                                                                   |
|                                                                 | |                                                                                   |                                                                                   |                                                                                   |                                                                                   |                                                                                   |                                                                                   |                                                                                   |                                                                                   |                                                                                   |                                                                                   |                                                                                   |                                                                                   |
| 2021                                                            | |                                                                                   |                                                                                   |                                                                                   |                                                                                   |                                                                                   |                                                                                   |                                                                                   |                                                                                   |                                                                                   |                                                                                   |                                                                                   |                                                                                   |
| Sondaxe 23 de octubre de 2021                                   | Bloque | Porcentaje                                                                        | 48,9 %                                                                            | 48,9 %                                                                            | 48,9 %                                                                            | 48,9 %                                                                            | 48,9 %                                                                            |                                                                                   | 45,5 %                                                                            | 45,5 %                                                                            | 45,5 %                                                                            | -                                                                                 | 3,4                                                                               |
| Sondaxe 23 de octubre de 2021                                   | Bloque | Escaños                                                                           | 36                                                                                | 36                                                                                | 36                                                                                | 36                                                                                | 36                                                                                | 39                                                                                | 39                                                                                | 39                                                                                | -                                                                                 | 3                                                                                 |                                                                                   |
| Sondaxe 23 de octubre de 2021                                   | |                                                                                   |                                                                                   |                                                                                   |                                                                                   |                                                                                   |                                                                                   |                                                                                   |                                                                                   |                                                                                   |                                                                                   |                                                                                   |                                                                                   |
| Sondaxe 23 de octubre de 2021                                   | Partido                                                                                                   | Porcentaje                                                                        | 25,9 %                                                                            | 17,0 %                                                                            | -                                                                                 | [ 108 ]                                                                           | 6,0 %                                                                             |                                                                                   | 45,5 %                                                                            | -                                                                                 | -                                                                                 | -                                                                                 | 19,6 %                                                                            |
| Sondaxe 23 de octubre de 2021                                   | Partido                                                                                                   | Escaños                                                                           | 20                                                                                | 14                                                                                | -                                                                                 | [ 108 ]                                                                           | 2                                                                                 | 39                                                                                | -                                                                                 | -                                                                                 | -                                                                                 | 19                                                                                |                                                                                   |
|                                                                 | |                                                                                   |                                                                                   |                                                                                   |                                                                                   |                                                                                   |                                                                                   |                                                                                   |                                                                                   |                                                                                   |                                                                                   |                                                                                   |                                                                                   |
| Sondaxe 27 de junio de 2021                                     | Bloque | Porcentaje                                                                        | 48,5 %                                                                            | 48,5 %                                                                            | 48,5 %                                                                            | 48,5 %                                                                            | 48,5 %                                                                            |                                                                                   | 45,8 %                                                                            | 45,8 %                                                                            | 45,8 %                                                                            | -                                                                                 | 2,7 %                                                                             |
| Sondaxe 27 de junio de 2021                                     | Bloque | Escaños                                                                           | 35                                                                                | 35                                                                                | 35                                                                                | 35                                                                                | 35                                                                                | 40                                                                                | 40                                                                                | 40                                                                                | -                                                                                 | 5                                                                                 |                                                                                   |
| Sondaxe 27 de junio de 2021                                     | |                                                                                   |                                                                                   |                                                                                   |                                                                                   |                                                                                   |                                                                                   |                                                                                   |                                                                                   |                                                                                   |                                                                                   |                                                                                   |                                                                                   |
| Sondaxe 27 de junio de 2021                                     | Partido                                                                                                   | Porcentaje                                                                        | 24,4 %                                                                            | 18,0 %                                                                            | -                                                                                 | [ 108 ]                                                                           | 6,1 %                                                                             |                                                                                   | 45,8 %                                                                            | -                                                                                 | -                                                                                 | -                                                                                 | 20,0 %                                                                            |
| Sondaxe 27 de junio de 2021                                     | Partido                                                                                                   | Escaños                                                                           | 18                                                                                | 14                                                                                | -                                                                                 | [ 108 ]                                                                           | 3                                                                                 | 40                                                                                | -                                                                                 | -                                                                                 | -                                                                                 | 22                                                                                |                                                                                   |
|                                                                 | |                                                                                   |                                                                                   |                                                                                   |                                                                                   |                                                                                   |                                                                                   |                                                                                   |                                                                                   |                                                                                   |                                                                                   |                                                                                   |                                                                                   |
| Sondaxe 6 de febrero de 2021                                    | Bloque | Porcentaje                                                                        | 46,9 %                                                                            | 46,9 %                                                                            | 46,9 %                                                                            | 46,9 %                                                                            | 46,9 %                                                                            |                                                                                   | 46,2 %                                                                            | 46,2 %                                                                            | 46,2 %                                                                            | -                                                                                 | 0,7 %                                                                             |
| Sondaxe 6 de febrero de 2021                                    | Bloque | Escaños                                                                           | 36                                                                                | 36                                                                                | 36                                                                                | 36                                                                                | 36                                                                                | 39                                                                                | 39                                                                                | 39                                                                                | -                                                                                 | 3                                                                                 |                                                                                   |
| Sondaxe 6 de febrero de 2021                                    | |                                                                                   |                                                                                   |                                                                                   |                                                                                   |                                                                                   |                                                                                   |                                                                                   |                                                                                   |                                                                                   |                                                                                   |                                                                                   |                                                                                   |
| Sondaxe 6 de febrero de 2021                                    | Partido                                                                                                   | Porcentaje                                                                        | 25,6 %                                                                            | 16,2 %                                                                            | -                                                                                 | [ 108 ]                                                                           | 5,1 %                                                                             |                                                                                   | 46,2 %                                                                            | -                                                                                 | -                                                                                 | -                                                                                 | 20,6 %                                                                            |
| Sondaxe 6 de febrero de 2021                                    | Partido                                                                                                   | Escaños                                                                           | 21                                                                                | 14                                                                                | -                                                                                 | [ 108 ]                                                                           | 1                                                                                 | 39                                                                                | -                                                                                 | -                                                                                 | -                                                                                 | 18                                                                                |                                                                                   |
|                                                                 | |                                                                                   |                                                                                   |                                                                                   |                                                                                   |                                                                                   |                                                                                   |                                                                                   |                                                                                   |                                                                                   |                                                                                   |                                                                                   |                                                                                   |
| 2020                                                            | |                                                                                   |                                                                                   |                                                                                   |                                                                                   |                                                                                   |                                                                                   |                                                                                   |                                                                                   |                                                                                   |                                                                                   |                                                                                   |                                                                                   |
| Sondaxe 11 de octubre de 2020                                   | Bloque | Porcentaje                                                                        | 44,1 %                                                                            | 44,1 %                                                                            | 44,1 %                                                                            | 44,1 %                                                                            | 44,1 %                                                                            |                                                                                   | 47,9 %                                                                            | 47,9 %                                                                            | 47,9 %                                                                            | -                                                                                 | 3,8 %                                                                             |
| Sondaxe 11 de octubre de 2020                                   | Bloque | Escaños                                                                           | 35                                                                                | 35                                                                                | 35                                                                                | 35                                                                                | 35                                                                                | 40                                                                                | 40                                                                                | 40                                                                                | -                                                                                 | 5                                                                                 |                                                                                   |
| Sondaxe 11 de octubre de 2020                                   | |                                                                                   |                                                                                   |                                                                                   |                                                                                   |                                                                                   |                                                                                   |                                                                                   |                                                                                   |                                                                                   |                                                                                   |                                                                                   |                                                                                   |
| Sondaxe 11 de octubre de 2020                                   | Partido                                                                                                   | Porcentaje                                                                        | 27,0 %                                                                            | 17,1 %                                                                            | -                                                                                 | -                                                                                 | -                                                                                 |                                                                                   | 47,9 %                                                                            | -                                                                                 | -                                                                                 | -                                                                                 | 19,9 %                                                                            |
| Sondaxe 11 de octubre de 2020                                   | Partido                                                                                                   | Escaños                                                                           | 22                                                                                | 13                                                                                | -                                                                                 | -                                                                                 | -                                                                                 | 40                                                                                | -                                                                                 | -                                                                                 | -                                                                                 | 18                                                                                |                                                                                   |
|                                                                 | |                                                                                   |                                                                                   |                                                                                   |                                                                                   |                                                                                   |                                                                                   |                                                                                   |                                                                                   |                                                                                   |                                                                                   |                                                                                   |                                                                                   |
| Elecciones al Parlamento de Galicia de 2020 12 de julio de 2020 | Bloque | Porcentaje                                                                        | 46,9 %                                                                            | 46,9 %                                                                            | 46,9 %                                                                            | 46,9 %                                                                            | 46,9 %                                                                            |                                                                                   | 48,6 %                                                                            | 48,6 %                                                                            | 48,6 %                                                                            | -                                                                                 | 1,7 %                                                                             |
| Elecciones al Parlamento de Galicia de 2020 12 de julio de 2020 | Bloque | Escaños                                                                           | 33                                                                                | 33                                                                                | 33                                                                                | 33                                                                                | 33                                                                                | 42                                                                                | 42                                                                                | 42                                                                                | -                                                                                 | 9                                                                                 |                                                                                   |
| Elecciones al Parlamento de Galicia de 2020 12 de julio de 2020 | |                                                                                   |                                                                                   |                                                                                   |                                                                                   |                                                                                   |                                                                                   |                                                                                   |                                                                                   |                                                                                   |                                                                                   |                                                                                   |                                                                                   |
| Elecciones al Parlamento de Galicia de 2020 12 de julio de 2020 | Partido                                                                                                   | Porcentaje                                                                        | 23,7 %                                                                            | 19,3 %                                                                            | -                                                                                 | [ 108 ]                                                                           | 3,9 %                                                                             |                                                                                   | 47,9 %                                                                            | 0,7 %                                                                             | -                                                                                 | -                                                                                 | 24,2                                                                              |
| Elecciones al Parlamento de Galicia de 2020 12 de julio de 2020 | Partido                                                                                                   | Escaños                                                                           | 19                                                                                | 14                                                                                | -                                                                                 | [ 108 ]                                                                           | 0                                                                                 | 42                                                                                | 0                                                                                 | -                                                                                 | -                                                                                 | 23                                                                                |                                                                                   |

### Preferencia para Presidente de la Junta
| Preferencia para Presidente          | Rueda  | Pontón | Besteiro | Lois  | Otro/Ninguno | Diferencia |
| Preferencia para Presidente          |        |        |          |       | Otro/Ninguno | Diferencia |
| Sigma Dos 30 de enero de 2024        | 38,9 % | 22,9 % | 11,6 %   | -     | 12,4 %       | 16,0 %     |
| GAD3 29 de enero de 2024             | 45,0 % | 24,7 % | 9,1 %    | 1 %   | 12,7 %       | 20,3 %     |
| CIS 25 de enero de 2024              | 38,1 % | 28,5 % | 13 %     | 2,1 % | 18,2 %       | 9,6 %      |
| SocioMétrica 31 de diciembre de 2023 | 30,0 % | 25,0 % | 14,9 %   | 4,9 % | 25,4 %       | 5,0 %      |

## Jornada electoral
La jornada electoral comenzó oficialmente a las 9:00 a. m. del día 18 de febrero de 2024 con la apertura de los colegios electorales. Sin embargo, a esta hora solo el 87,23% de las mesas estaban constituidas. El 100% de las mesas estuvieron constituidas a las 9:50 a. m., es decir, 50 minutos después de la apertura oficial de las mesas. Todas las aperturas se llevaron a cabo sin incidencias. La primera candidata en votar fue Ana Pontón, la candidata del BNG, quien emitió su voto en Santiago de Compostela a las 9:30 a. m. A las 10:41 a. m., el director general de Emergencias e Interior de la Junta, Santiago Villanueva, ofreció una primera rueda de prensa para informar de la jornada electoral en Galicia. En ella, Villanueva ha confirmado que se ha constituido el 100% de las mesas, 3.951 en toda la comunidad, “con total normalidad, sin incidencias reseñables”. 

Participación a las 12:00 p. m.

Casi dos horas después de que la candidata del BNG votara, el candidato del DO, Armando Ojea, acudió a votar en el Centro Cardenal Cisneros de Orense a las 11:15 a. m. Quince minutos más tarde, a las 11:30 a. m., el candidato del PSdeG, José Ramón Gómez Besteiro, depositaba su voto en el Colegio Rosalía de Castro de Lugo. El actual presidente de la Junta y candidato del PPdeG, Alfonso Rueda, se dispuso a votar a las 11:35 a. m. en el Centro Galego de Tecnificación Deportiva de Pontevedra sin hacer declaraciones a los medios de comunicación.

Participación a las 17:00 p. m.

Marta Lois, la candidata de la coalición electoral Sumar Galicia, votó alrededor de las 12:00 p. m. en el IES Antón Fraguas del barrio de As Fontiñas de Santiago de Compostela. La candidata hizo un "llamamiento a la participación democrática", instando a que "las urnas se llenen de papeletas". Habló de "ilusión", expresando que "es el día para decidir el futuro de nuestro país". La última candidata en votar fue Isabel Faraldo de Podemos Galicia, quien aseguró que "la ciudadanía tiene que salir a participar" en las elecciones en Galicia "para decir que el cambio es posible".
La participación en las elecciones autonómicas de Galicia a las 12:00 horas bajo en dos puntos y medio con respecto a los comicios de 2020. El porcentaje de personas que se acerco a su colegio electoral en las tres primeras horas de la mañana del 18 de febrero fue del 17,12%.
La participación en las elecciones autonómicas a las 17:00 horas fue del 49,15%, más de seis puntos superior a los comicios de 2020.

### Participación
| Provincia                | Hora   | Hora   | Hora   | Hora   | Hora   | Hora    | Variación |
| Provincia                | 12:00  | 12:00  | 17:00  | 17:00  | 20:00  | 20:00   | Variación |
| Provincia                | 12J    | 18F    | 12J    | 18F    | 12J    | 18F     | Variación |
| La Coruña                | 18,79% | 16,73% | 42,84% | 48,57% | 57,97% | 66,17%  | + 16,55%  |
| Lugo                     | 18,20% | 17,76% | 43,60% | 49,75% | 59,97% | 69,83%  | + 21,56%  |
| Orense                   | 21,70% | 19,28% | 41,89% | 50,19% | 60,79% | 68,96%  | + 25,05%  |
| Pontevedra               | 19,85% | 16,66% | 42,69% | 49,34% | 58,95% | 67,24%  | + 16,80%  |
| Total                    | 19,42% | 17,12% | 42,97% | 49,17% | 58,88% | 67,30 % | + 18,34%  |
| Fuente: Junta de Galicia |        |        |        |        |        |         |           |

### Resultados
Resultados definitivos
|  | 47,39 % |

|  | 31,34 % |

|  | 14,07 % |

|  | 2,27 % |

|  | 1,93 % |

|  | 1,03 % |

|  | 0,40 % |

|  | 0,29 % |

|  | 0,19 % |

|  | 0,11 % |

|  | 0,10 % |

|  | 99,06 % |

|  | 0,94 % |

|  | 0,87 % |

|  | 56,27 % |

|  | 43,73 % |

### Resultados por circunscripciones
| Candidaturas más votadas       | Candidaturas más votadas                           |
| ------------------------------ | -------------------------------------------------- |
|                                |                                                    |
| Circunscripciones (Provincias) | Fuerza de voto de cada partido por circunscripción |

| Candidatura | Candidatura | Galicia   | Galicia | Galicia | Galicia     |         | La Coruña | La Coruña | La Coruña   | La Coruña |       | Pontevedra | Pontevedra  | Pontevedra | Pontevedra |      | Lugo        | Lugo    | Lugo  | Lugo |             | Orense | Orense | Orense | Orense |
| Candidatura | Candidatura | Votos     | %       | Esc.    | Crecimiento | Votos   | %         | Esc.      | Crecimiento | Votos     | %     | Esc.       | Crecimiento | Votos      | %          | Esc. | Crecimiento | Votos   | %     | Esc. | Crecimiento |        |        |        |        |
|             | PPdeG       | 711.713   | 47.39   | 40      |             | 292.651 | 47.65     | 13        |             | 230.245   | 44.04 | 11         |             | 100.123    | 53.33      | 8    |             | 88.694  | 50.07 | 8    |             |        |        |        |        |
|             | BNG         | 470.692   | 31.34   | 25      | Crecimiento | 199.462 | 32.48     | 9         | Crecimiento | 180.068   | 34.44 | 8          | Crecimiento | 46.940     | 25.00      | 4    | Crecimiento | 44.222  | 24.97 | 4    | Crecimiento |        |        |        |        |
|             | PSdeG       | 211.361   | 14.07   | 9       |             | 79.804  | 12.99     | 3         |             | 77.112    | 14.75 | 3          |             | 32.403     | 17.26      | 2    |             | 22.042  | 12.44 | 1    |             |        |        |        |        |
|             | DO          | 15.442    | 1.03    | 1       | Nv          | NA      | NA        | NA        | NA          | NA        | NA    | NA         | NA          | NA         | NA         | NA   | NA          | 15.442  | 8.72  | 1    | Nv          |        |        |        |        |
|             | Vox         | 34.045    | 2.27    |         |             | 15.399  | 2.51      |           |             | 12.168    | 2.33  |            |             | 3.517      | 1.87       |      |             | 2.961   | 1.67  |      |             |        |        |        |        |
|             | Sumar       | 29.009    | 1.93    | Nv      | 14.014      | 2.28    | Nv        | 12.818    | 2.45        | Nv        | 1.198 | 0.64       | Nv          | 979        | 0.55       | Nv   |             |         |       |      |             |        |        |        |        |
|             | PACMA       | 5.932     | 0.40    |         | 2.551       | 0.42    |           | 2.404     | 0.46        |           | 499   | 0.27       |             | 478        | 0.27       |      |             |         |       |      |             |        |        |        |        |
|             | Podemos     | 4.420     | 0.29    |         | 1.999       | 0.33    |           | 1.731     | 0.33        |           | 381   | 0.20       |             | 309        | 0.17       |      |             |         |       |      |             |        |        |        |        |
|             | EB          | 2.884     | 0.19    |         | 1.170       | 0.19    |           | 962       | 0.18        |           | 577   | 0.31       |             | 175        | 0.10       |      |             |         |       |      |             |        |        |        |        |
|             | ECG         | 1.635     | 0.11    | Nv      | 441         | 0.07    | Nv        | 378       | 0.07        | Nv        | 256   | 0.14       | Nv          | 560        | 0.32       | Nv   |             |         |       |      |             |        |        |        |        |
|             | M+J         | 1.572     | 0.10    |         | 694         | 0.11    |           | 542       | 0.10        |           | 176   | 0.09       |             | 160        | 0.09       |      |             |         |       |      |             |        |        |        |        |
| En blanco   | En blanco   | 13.052    | 0.87    |         |             | 5.938   | 0.97      |           |             | 4.346     | 0.83  |            |             | 1.663      | 0.89       |      |             | 1.105   | 0.62  |      |             |        |        |        |        |
| Nulos       | Nulos       | 14.187    |         | 5.286   |             | 5.469   |           | 2.206     |             | 1.226     |       |            |             |            |            |      |             |         |       |      |             |        |        |        |        |
| Total       | Total       | 1.515.944 | 100%    | 75      | Sin cambios | 619.409 | 100%      | 25        | Sin cambios | 528.243   | 100%  | 22         | Sin cambios | 189.939    | 100%       | 14   | Sin cambios | 178.353 | 100%  | 14   | Sin cambios |        |        |        |        |

## Investidura del presidente de la Junta de Galicia
| Candidato             | Fecha                                                   | Voto       |    |    |   |   | Total |
| --------------------- | ------------------------------------------------------- | ---------- | -- | -- | - | - | ----- |
| Alfonso Rueda (PPdeG) | 11 de abril de 2024 Mayoría requerida: Absoluta (38/75) | Sí         | 40 |    |   |   | 40/75 |
| Alfonso Rueda (PPdeG) | 11 de abril de 2024 Mayoría requerida: Absoluta (38/75) | No         |    | 25 | 9 |   | 34/75 |
| Alfonso Rueda (PPdeG) | 11 de abril de 2024 Mayoría requerida: Absoluta (38/75) | Abstención |    |    |   | 1 | 1/75  |
| Alfonso Rueda (PPdeG) | 11 de abril de 2024 Mayoría requerida: Absoluta (38/75) | Ausencia   |    |    |   |   | 0/75  |